# Franz Xaver Winterhalter
Pour les articles homonymes, voir Winterhalter.
Franz Xaver Winterhalter, né à Menzenschwand le 20 avril 1805 et mort à Francfort-sur-le-Main le 8 juillet 1873, est un peintre et lithographe allemand, ayant vécu principalement en France.
Il fut le portraitiste attitré du gotha européen durant le deuxième tiers du XIXe siècle.

## Biographie

### Jeunesse et apprentissage
Franz Xaver Winterhalter est né en Forêt-Noire dans l'électorat de Bade, à proximité de Sankt Blasien. Il est le septième des neuf enfants de Fidel Winterhalter (1773–1863), cultivateur, mais aussi vendeur ambulant d'horloges, résinier, tonnelier et juré dans les juridictions locale, voire aubergiste et d'Eva Meyer (1765–1838). Il est le frère aîné d'Hermann Winterhalter, qui suit ses traces en tant que lithographe et portraitiste et l’accompagne dans ses travaux. Des neuf enfants du couple, seuls quatre atteignent l'âge adulte. Par sa mère, Franz Xaver Winterhalter est parent du peintre Hans Thoma et d'autres peintres.
Il fréquente l'école primaire de Sankt Blasien, où le père Josef Berthold Liber (1781–1854), un ancien moine de l'abbaye Saint-Blaise sécularisée en 1807, découvre ses talents de dessinateur et l'encourage. En 1818, Franz Xaver est envoyé pour quatre ans en apprentissage à Fribourg-en-Brisgau chez Karl Ludwig Schuler (1785–1852), où il est formé au dessin et à la gravure sur cuivre. Lorsque Schuler est nommé un an plus tard directeur de l'institut d'art nouvellement fondé au sein des éditions Herder, il prend son apprenti avec lui. Son frère Hermann (1808–1891) commence peu après un apprentissage chez Herder. Pour assurer le paiement de ces apprentissages, le père doit mettre sa maison de Menzenschwand en gage.

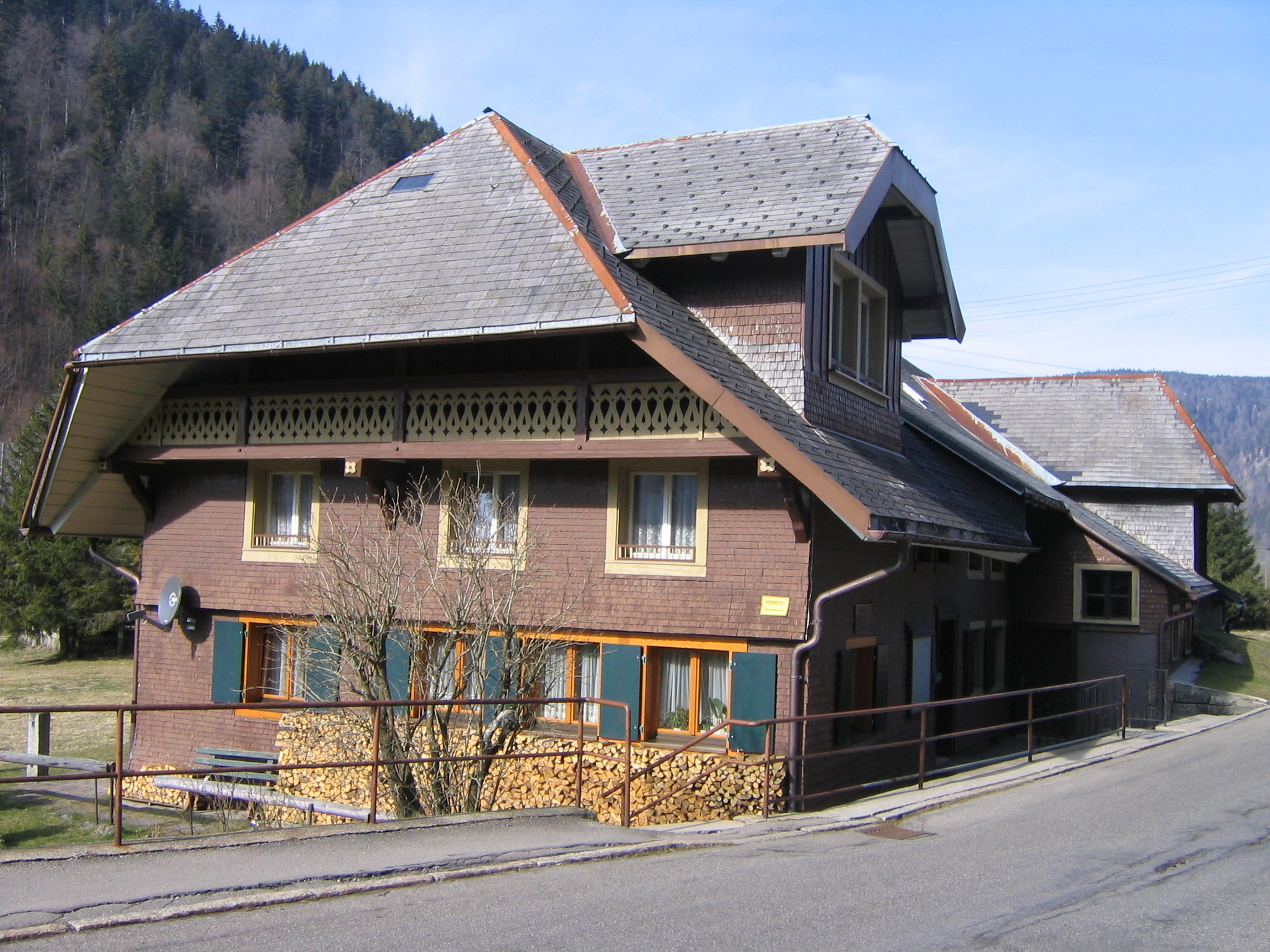
Maison de la famille Winterhalter, à Menzenschwand.
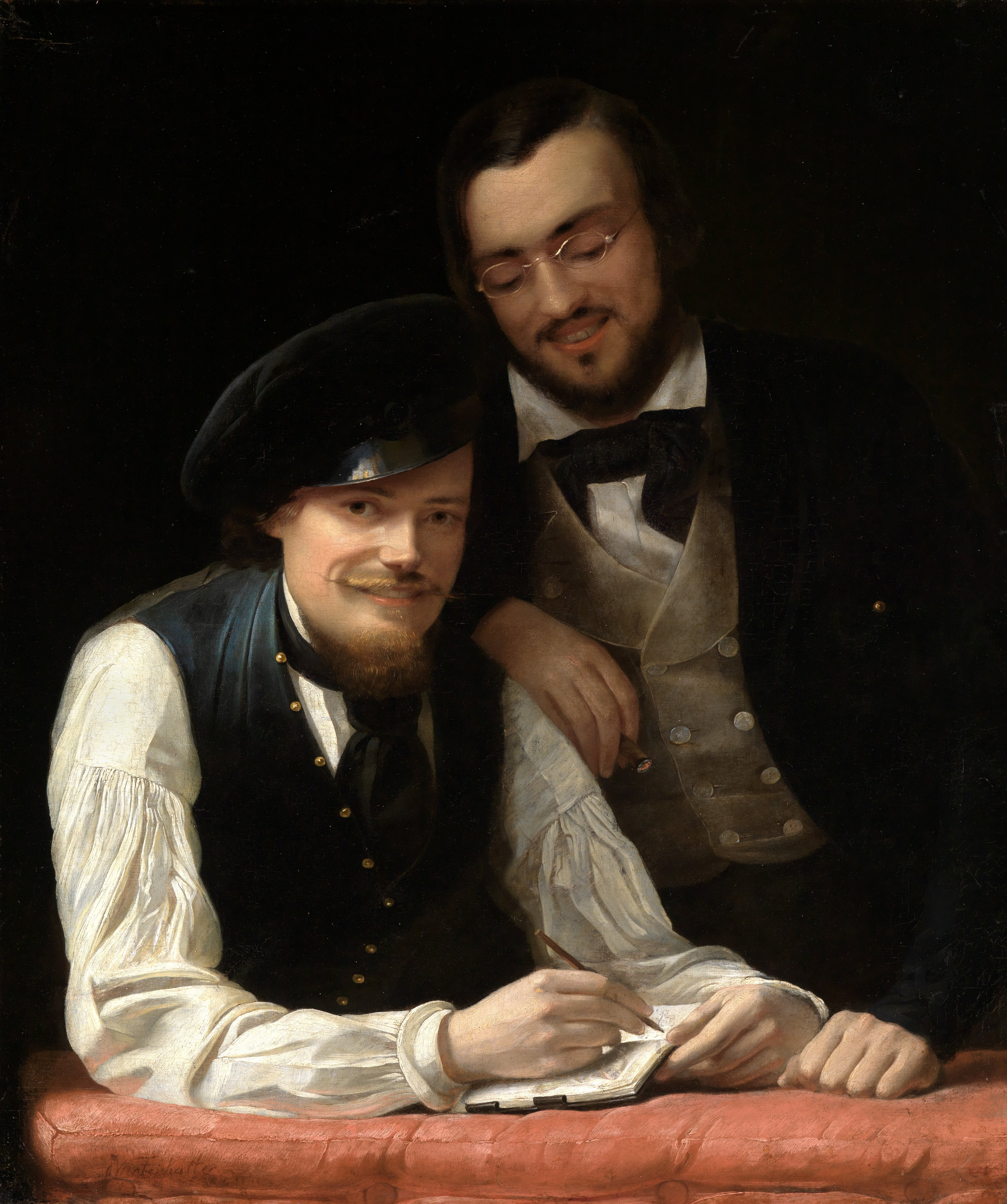
Autoportrait avec son frère, 1840, Staatliche Kunsthalle Karlsruhe. Franz Xaver est à gauche, et Hermann à droite.

### Munich
En 1823, avec le soutien de David von Eichthal, un industriel local, Franz Xaver Winterhalter obtient une bourse du grand-duc Louis Ier de Bade pour continuer des études, de peinture cette fois, à l'Académie des beaux-arts de Munich. Pendant cette période, Winterhalter travaille dans l'atelier du portraitiste Joseph Karl Stieler, et il gagne déjà de l'argent comme lithographe ; il exécute notamment des commandes pour le marchand d'art Ludwig Albert von Montmorillon et pour Karl von Piloty. À partir de 1825, le jeune artiste touche régulièrement chaque année 200 florins prélevés sur le Fonds pour les arts et les sciences du grand-duché.
En 1828, il quitte Munich pour Karlsruhe, où il est engagé comme maître de dessin de la grande-duchesse Sophie de Bade. Il crée pendant cette période de nombreux portraits de la famille ducale et de notables. Lorsque Léopold Ier devient grand-duc de Bade en 1830, Winterhalter s'installe à Karlsruhe et devient peintre officiel de la cour, même si sa nomination officielle n'intervient qu'en 1834.

### Italie
En 1832, grâce à une bourse d'études octroyée par le grand duc Léopold Ier de Bade, Winterhalter part en Italie. L'artiste passe par Zurich puis Milan ; il visite Venise, Rome, Florence et Naples. Il copie dans ses carnets les grands maîtres, et progressivement sa palette, principalement en lavis de gris, incorpore toutes la gamme de couleurs. Au milieu de l'année 1833, Winterhalter s'installe à Rome où il partage un atelier avec Johann Baptist Kirner. Il continue à pratiquer l'art du portrait, et peint plusieurs effigies de diplomates et leurs familles, de peintres, de sculpteurs et d'architectes allemands résidant à Rome. Winterhalter peint aussi ses premières scènes de genre, dans le style des peintures de genre italiennes influencées par les nazaréens, parmi lesquelles Scène de genre romaine (1833), conservée à Karlsruhe.
De retour à Karlsruhe, il revient au portrait ; pendant son court séjour d'août à décembre 1834, Winterhalter exécute des portraits plus colorés, moins maniérés, aux effets atmosphériques plus clairs.

### Paris
Il s'installe à Paris en décembre 1834. Deux scènes de genre, Il dolce farniente, exposée au Salon de 1836 à Paris, et Le Décameron, présentée au Salon en 1837 sont toutes deux chaleureusement accueillies par la critique et par le public, et assurent la réputation de Winterhalter comme peintre. Il obtient une médaille de deuxième classe au Salon de 1837.
Ses premiers portraits sont ceux de la famille Berthier. Il expose au Salon de 1838 le portrait du prince Alexandre de Wagram, fils du maréchal Berthier et de sa fille Malcy, peint en 1837. Ce portrait lance sa carrière de portraitiste et lui vaut les premières commandes royales. Il peint le roi Louis-Philippe, la princesse Clémentine et la reine de Belgique avec son fils ; ce tableau est envoyé à la reine Victoria et devient la première peinture dans sa collection des œuvres de l'artiste.
Le roi Louis-Philippe choisit Winterhalter pour exécuter une trentaine de portraits en pied de ses proches, il devient de fait le peintre de cour. Winterhalter demande à son frère cadet Hermann et à son ami Albert Graefle (1807-1889) de le rejoindre pour satisfaire les commandes qui affluent. En 1839, il est nommé chevalier de la légion d'honneur par Louis-Philippe, puis promu officier en 1857 par Napoléon III.
En 1842, Winterhalter est invité en Angleterre par la reine Victoria, et il réalise des portraits de la reine et du prince Albert qui enchantent le couple royal, au point qu'ils se font mutuellement cadeaux des toiles de l'artiste. Dans les vingt années qui suivent, Winterhalter passe chaque année plusieurs semaines ou mois en Angleterre ; il réalise plus de 120 peintures commandées par la famille royale. Le plus grand tableau de cette époque — aussi en taille : il mesure 250,5 × 317,3 cm — est La Famille royale en 1846 ; il représente le couple royal entouré de ses cinq premiers enfants. La différence de statut entre la reine et le prince consort est subtilement marquée par le regard et le geste plus directs de la reine, et plus déférents de l'époux.
Lors de la révolution de 1848, Winterhalter voyage en Europe, notamment en Espagne, Belgique, Angleterre, Suisse et le pays de Bade, et peint les têtes couronnées. Il retourne à Paris à la fin de l'année 1849. Il travaille les années suivantes à Paris et Londres, et à Madrid avec Eduard Magnus, où il peint la reine d'Espagne Isabelle II. Il réalise aussi, en 1852, une nouvelle peinture de genre, Florinde, inspirée d'un conte espagnol, montrant un groupe de jeunes femmes au bain, acquis par la reine Victoria pour le 33e anniversaire d'Albert.

### Peintre de cour

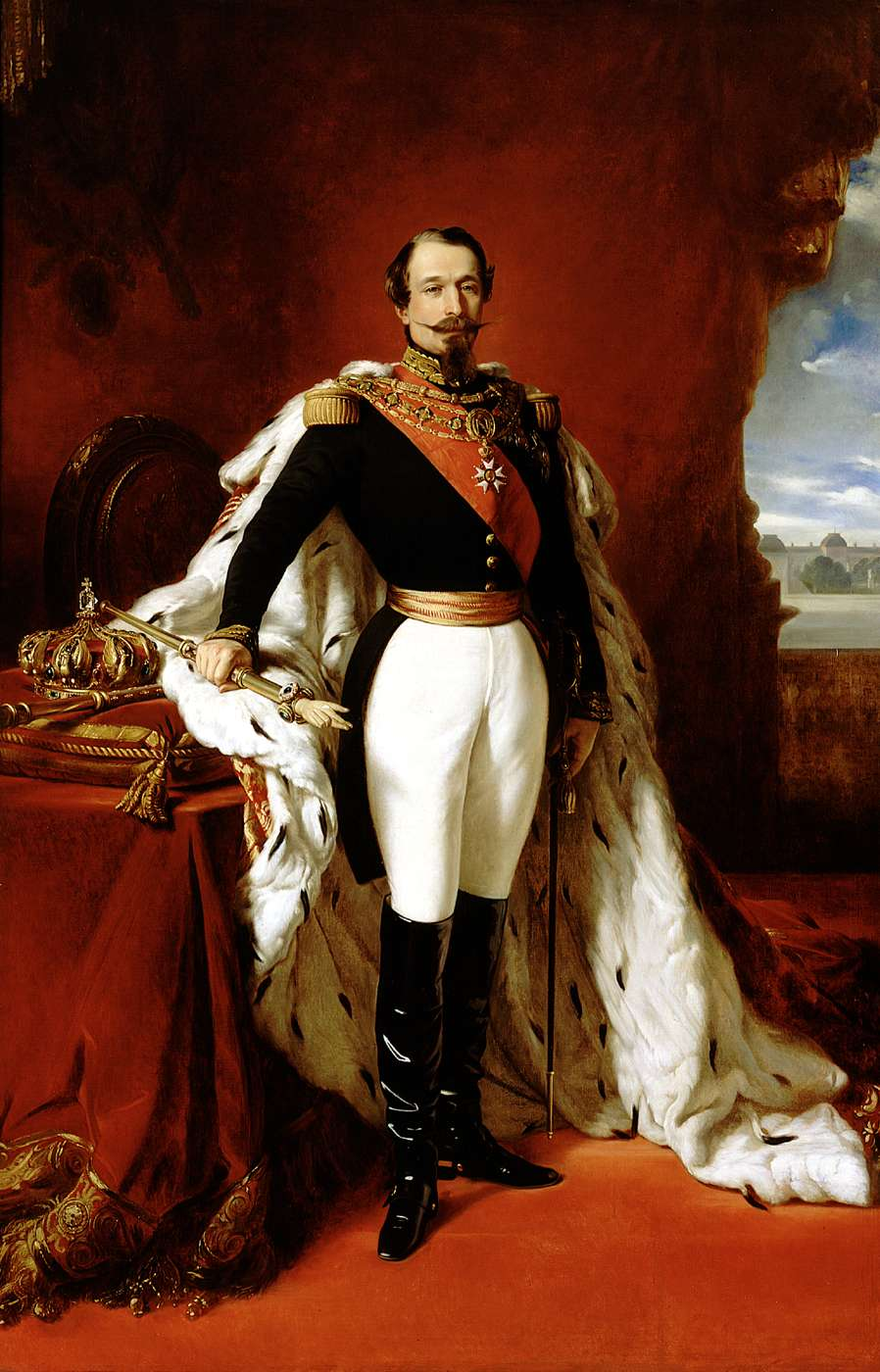
L'Empereur Napoléon III, vers 1853, musée napoléonien de Rome.
L’État commanda 540 versions de ce portrait à divers artistes entre 1855 et 1870 afin d'orner les bâtiments officiels. Le portrait original fut présenté lors de l'Exposition universelle de 1855 puis installé au palais des Tuileries. Il a disparu lors du saccage des lieux durant la Commune de Paris (1871).

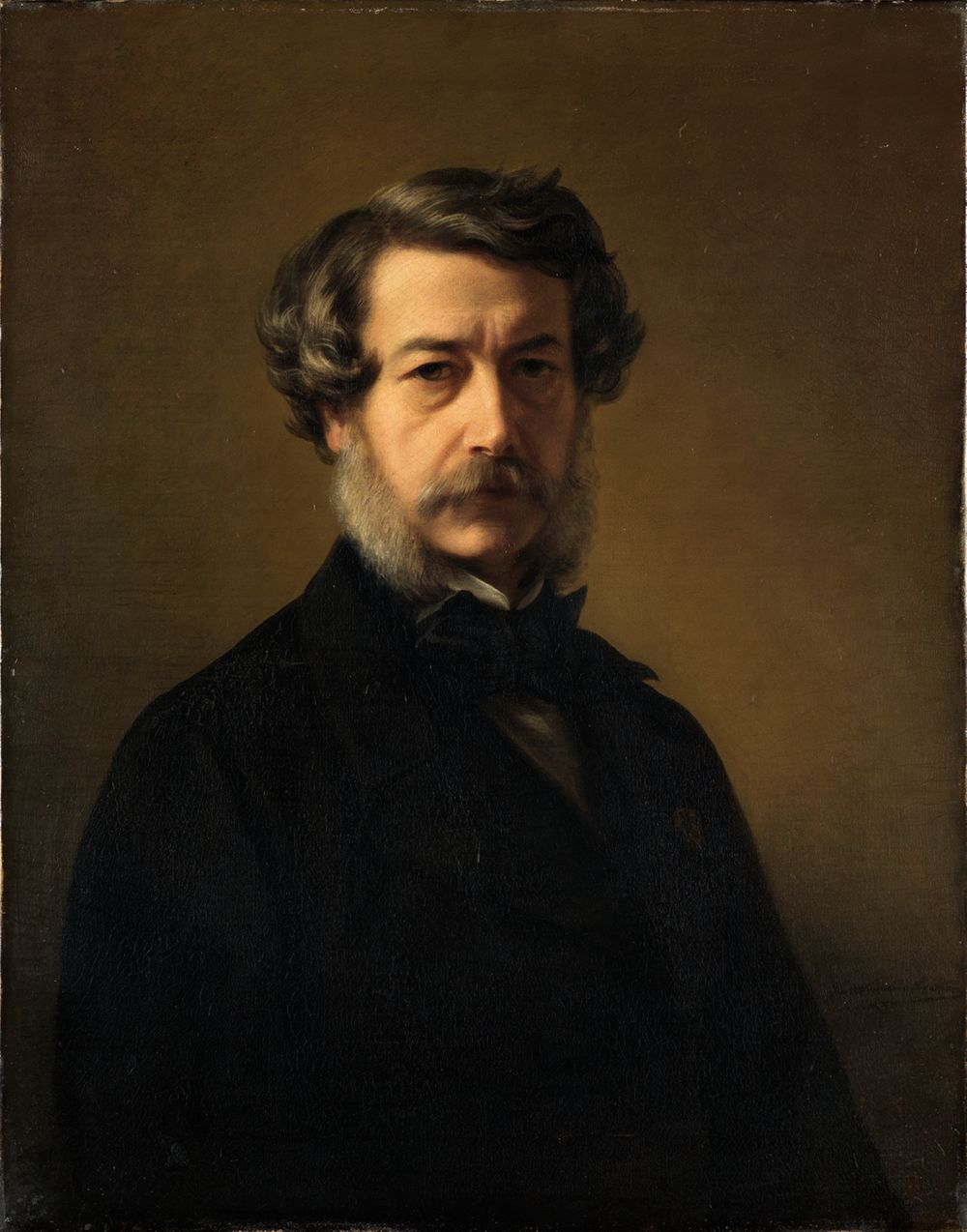
Autoportrait, vers 1860, Karlsruhe, Staatliche Kunsthalle.

Depuis 1853 et leur mariage, Napoléon III et l'impératrice Eugénie sont des commanditaires enthousiastes et assidus de Winterhalter. Les premiers portraits sont des portraits d'apparat, où les souverains sont représentés en pied vêtus de pourpre et d'une traîne de cour, avec tous les insignes impériaux. L'image emblématique du Second Empire est L'Impératrice Eugénie entourée de ses dames d'honneur de 1855. Ce grand tableau (295 × 420 cm) réunit autour de l'impératrice la princesse d'Essling et la duchesse de Bassano. À leurs pieds, la vicomtesse de Lezay-Marnésia, la baronne de Pierre, la marquise de Latour-Maubourg, la marquise de Las Marinas, la baronne de Malaret et la comtesse de Montebello. La dixième dame du palais, madame Féray-d'Isly, ne figure pas sur le tableau : elle avait démissionné en janvier 1855. Le tableau était terminé pour l'Exposition universelle quatre mois plus tard ; il obtient une médaille de première classe.
Pendant les dix années qui suivent, Winterhalter est au faîte de sa gloire et jouit d'une renommée internationale. Les commandes affluent de toutes les cours d'Europe, et il voyage à travers toute l'Europe. Il séjourne régulièrement en Angleterre, il expose au salon de la Royal Academy de Londres, de 1852 à 1867.
En 1864 et 1865, il peint les portraits des souverains autrichiens, l'empereur François-Joseph d'Autriche, plusieurs fois l'impératrice Élisabeth d'Autriche (dite « Sissi »), aussi le frère cadet de François-Joseph d'Autriche Maximilien, empereur du Mexique et sa femme Charlotte de Belgique. L'autoportrait de Winterhalter, de 1868, a été exécuté en plusieurs répétitions. La version de Karlsruhe est signée, l'exemplaire destiné à la collection d'autoportraits dans le corridor de Vasari de la galerie des Offices de Florence porte, en plus de la signature, la date de 1868.
Alphonse-Léon Noël devient le lithographe attitré de l'œuvre du peintre.

### Retour en Allemagne
La chute du Second Empire surprend Winterhalter alors qu'il séjourne en Suisse. Elle met un terme au règne de l'artiste en tant que peintre de cour. Il revient en Bade, et continue à peindre des portraits, comme en 1872 celui de Sascha von Metzler (1852-1938), fille de banquier devenue en 1874 comtesse par mariage avec le comte Friedrich von Schlippenbach. Winterhalter vit alors à Karlsruhe, mais se rend souvent à Francfort-sur-le-Main où il est plus susceptible d'obtenir des commandes. Il fait aussi un séjour à Baden-Baden où il peint, à la demande de la reine Victoria, un portrait de sa demi-sœur Théodora de Leiningen, princesse de Hohenlohe-Langenbourg. En 1873, Winterhalter contracte le typhus et meurt le 8 juillet 1873 à Francfort. Il est enterré au cimetière principal de cette ville. Il laisse une fortune considérable ; un nombre important de documents sont conservés par sa famille. Un petit musée lui est consacré dans son village natal. Le Winterhalter Catalogue contient près de 900 entrées.
Son succès dans le circuit monarchique de l'époque s'explique aussi par le réseau complexe des liens de parenté entre les dynasties européennes de l'époque. Louise d'Orléans, reine des Belges, passe commande à Winterhalter et son père, le roi Louis-Philippe Ier le remarque ; Louise d'Orléans est la tante de la reine Victoria qui est enchantée par le style de l'artiste, et que Winterhalter peint de nombreuses fois. Les portraits en pied des membres de familles régnantes servent à légitimer leur installation récente, et valorisent l'image des familles royales en modèle de paix et prospérité.
Au XXe siècle, sa peinture est tombée en disgrâce, considérée comme romantique, brillante et superficielle, ce qui ne lui a valu, par la suite, qu'un intérêt mineur. Pour une partie de la critique, son œuvre présentait surtout un intérêt d'ordre historique.
Jusqu'à la fin du XXe siècle, sa personnalité était restée peu connue et son art n'avait pas été pris au sérieux. Cependant, l'éclairage nouveau de son travail apporté par l'exposition, à la National Portrait Gallery de Londres en 1987 et au Petit Palais à Paris en 1988, a permis une nouvelle et meilleure considération, et par la nouvelle exposition de 2015-2017 à Fribourg, Houston et Compiègne.

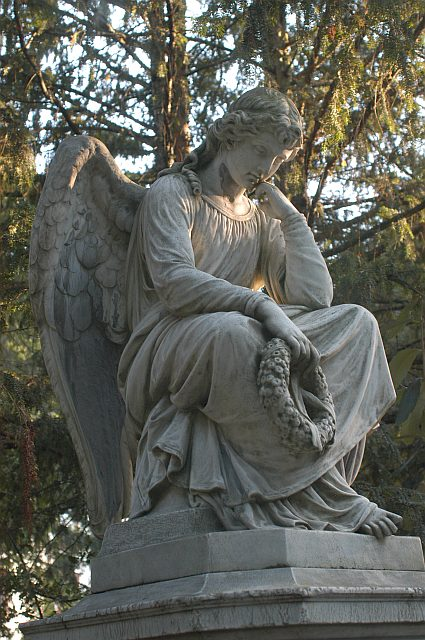
Ange ornant la tombe de Winterhalter au cimetière principal de Francfort. Tombeau dessiné par Karl Joseph Berckmüller (de) (1800-1879)[21].
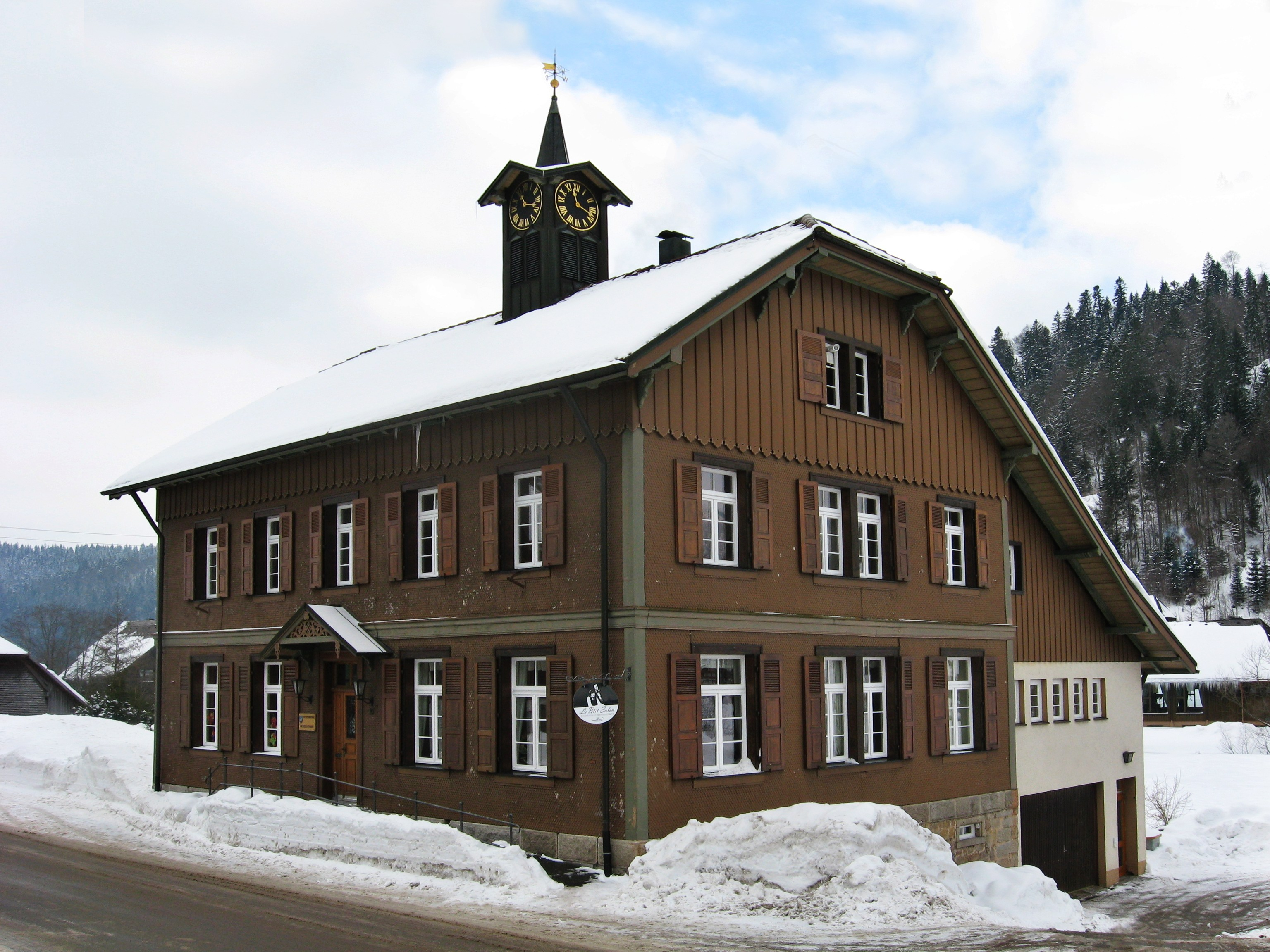
Musée Le Petit Salon, à côté de la maison de famille à Menzenschwand.

## Style

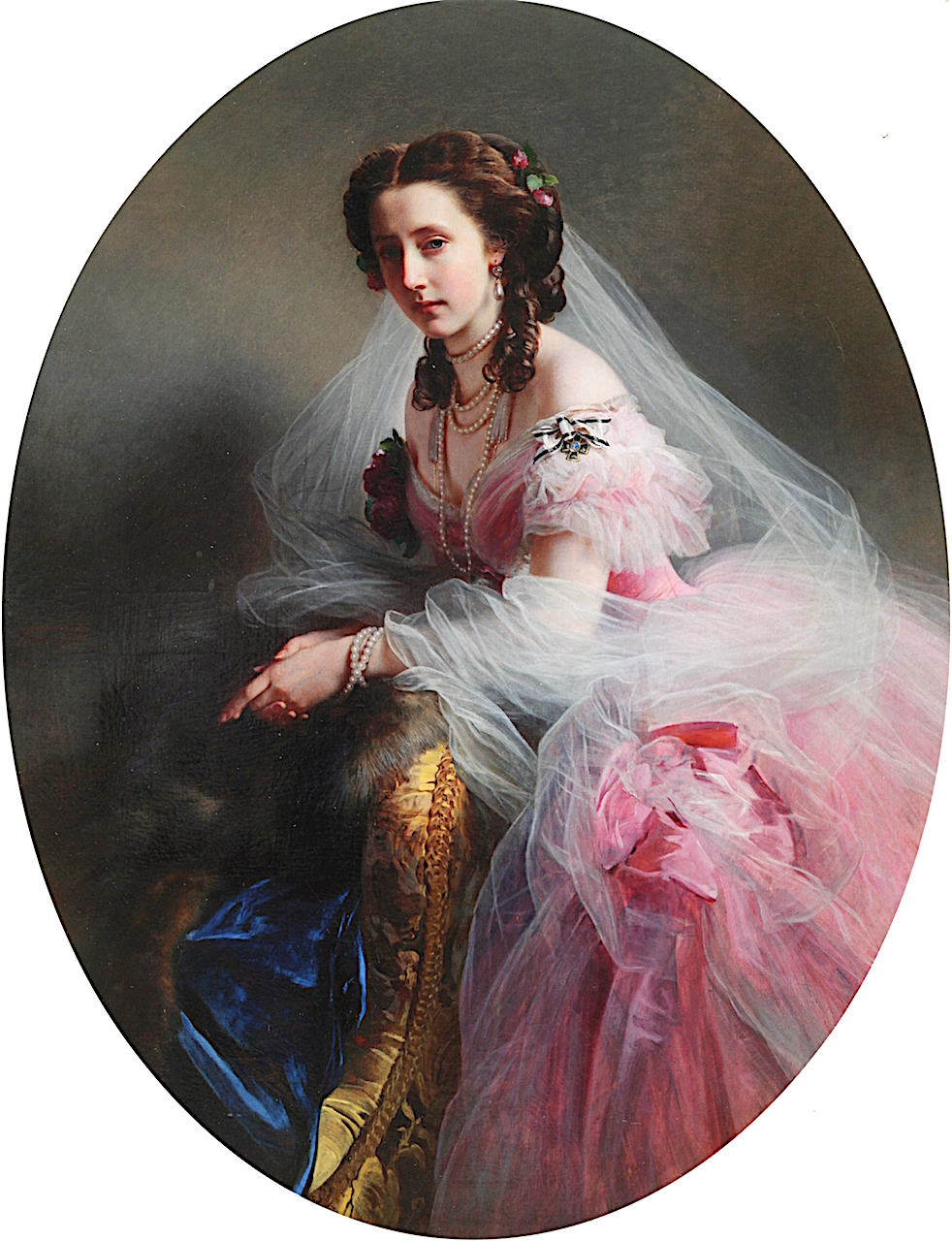
La Princesse Anne de Prusse, 1858, Eichenzell, château de la Fasanerie.

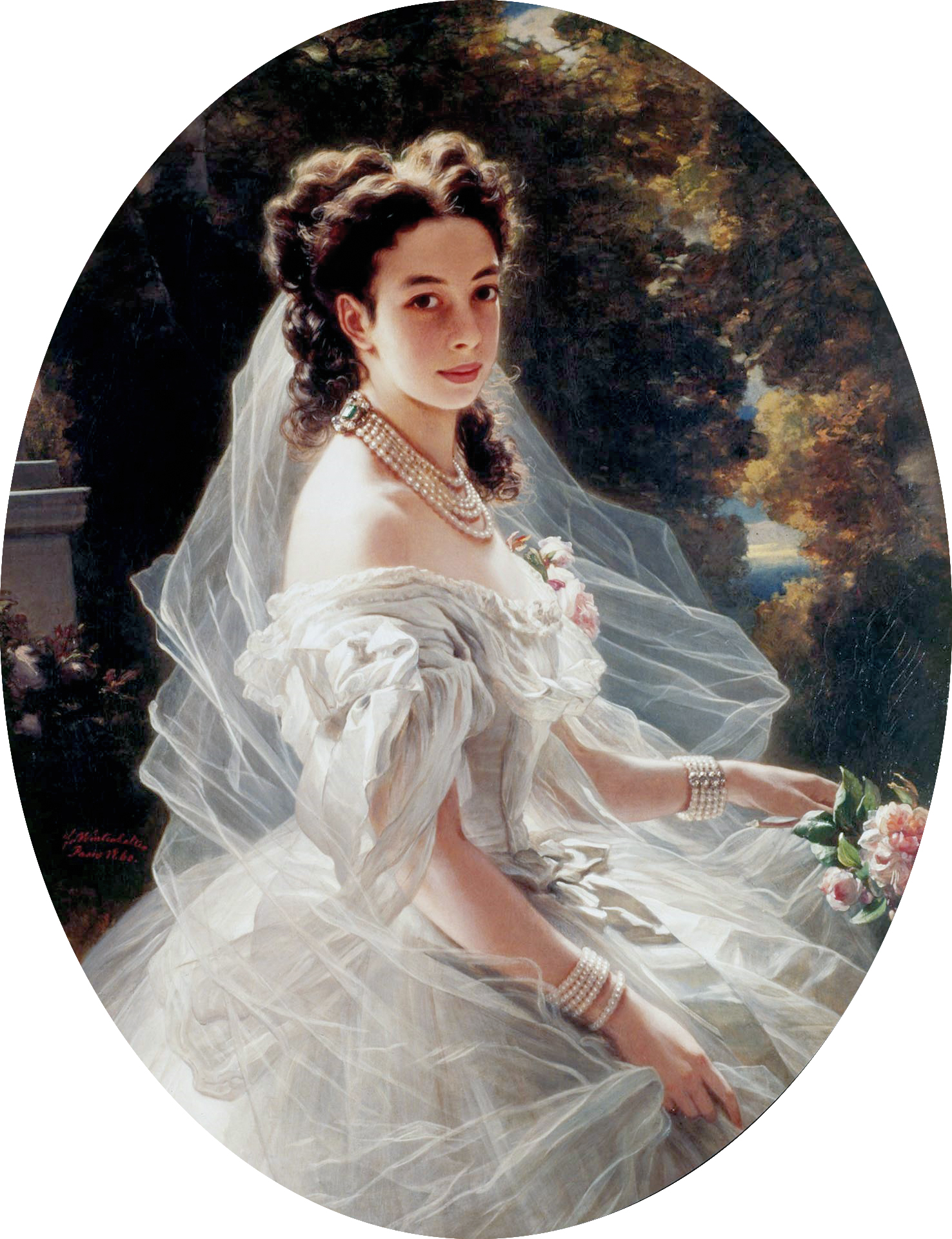
Pauline Sándor, princesse Metternich, 1860, collection particulière.

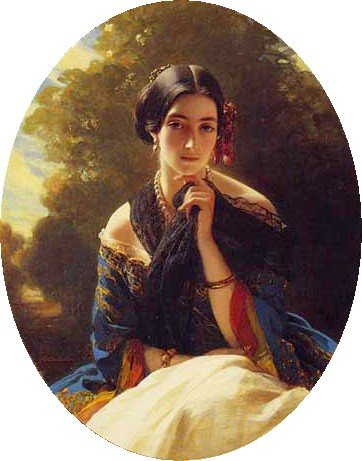
La Princesse Léonille de Sayn-Wittgenstein-Sayn, vers 1849, Bendorf, château de Sayn.

Dans les premiers tableaux de la famille du grand-duc de Bade déjà, Winterhalter exprime certains éléments typiques du style Biedermeyer auquel il est formé, caractérisé par une figuration réaliste du modèle et une attention méticuleuse à la toilette et des accessoires. Il se montre en cela influencé par son maître Joseph Karl Stieler et comme lui, peint avec un fini très poussé. Comme Stieler, Winterhalter insiste sur certains détails exécutés avec grand soin, tels que les coiffures plus ou moins complexes, les châles dont il rend le précieux de l'étoffe, les bijoux et ornements des femmes rendu dans leurs moindres détails, comme la précision dans les décorations et médailles militaires pour les hommes, la qualité des étoffes, la finesse des chaussures, le raffinement des chapeaux,.
Dès les premiers portraits de la période parisienne, on peut observer l'approche particulière de l’artiste, consistant à idéaliser légèrement les traits du modèle tout en allongeant sa silhouette. Moins visible dans le portrait officiel de Louis-Philippe, cette idéalisation est bien visible dans le portrait d’apparat de Napoléon III. On voit aussi cette idéalisation du modèle dans le tableau du fils aîné de Louis-Philippe, Ferdinand-Philippe d'Orléans, peint par Ingres avant sa mort, et représenté par Winterhalter en 1843, et plus encore dans le tableau de deuxième fils de Louis-Philippe, Louis d'Orléans portant ses décorations parfaitement identifiables.
Peintre de femmes, Winterhalter dépeint leur carnation délicate, leur chevelure lustrée, leurs toilettes raffinées et leurs bijoux et accessoires précieux. Alors que le portrait de Anne de Prusse de (1858) insiste encore sur les couleurs vives et les riches parures, mais dans un éclairage venant de côté, vers la fin des années 1850, et suivant en cela l'évolution de la mode, les détails cèdent la place à un traitement plus large des volumes, avec des jupes amples à crinoline qui mettent en valeur les tailles fines et les décolletés généreux. Un des portraits typique de cette période est celui de la Princesse Pauline de Metternich, daté de 1860. La robe de bal qu'elle porte est composée de multiples couches de tulle qui enveloppent la princesse en coloris unis, garnie de dentelles, de nœuds et de fleurs aux couleurs contrastées. La robe est vraisemblablement l'une des premières créations de Charles Frederick Worth (1825-1895), le premier grand couturier devenu couturier de la cour impériale. Le rendu de la matière et des étoffes apparaît avec perfection dans le châle de dentelle noire, et la robe de soie brochée de fils d'or portés par la princesse Léonille de Sayn-Wittgenstein-Sayn ou encore dans le vêtement de tulle de la princesse Anna de Prusse. L'expression du visage, l'attitude, la toilette et les bijoux des deux femmes sont brillamment arrangés et mis en scène par le peintre. Winterhalter a en plus le sens de la bonne pose, celle qui flatte ses clientes et met en valeur leurs tenues. Il parvient à ce que le portrait ressemble au modèle tout en l'embellissant. Le succès de Winterhalter tient aussi à son attitude, à la fois aimable et disponible tout en restant dans les bornes de la bienséance. La reine Victoria le décrit dans son journal comme un « interesting man, so good natured and straightforward » (« un homme intéressant, honnête et de bon caractère »), de même qu'il demeure, avec « Alfred de Dreux, Ernest Meissonier, Ange Tissier et Adolphe Yvon, parmi les peintres que Napoléon III considéra comme l'un des plus doués des serviteurs de la gloire impériale ».
Friedrich Pecht (1814-1903), peintre et lithographe lui-même, écrivain et historien d'art, a rencontré plusieurs fois Winterhalter. Il décrit la personnalité de Winterhalter dans la notice biographique qu'il lui a consacré en 1875. Selon lui, on était « dans les hautes sphères, agréablement touché voire attiré par ce fils de paysans », qui a une « imagination des plus fertiles, un humour des plus fins et des plus charmants ». Les séances de pose dans son atelier étaient visiblement très agréables, car l'artiste peignait avec une rapidité étonnante, et les modèles pouvaient « également bouger sans aucune contrainte ». Le succès de Winterhalter repose sur son habileté à « représenter ses modèles comme ils voulaient se voir ».

## Œuvres
- Autriche
  - Vienne, musée d'Histoire de l'art : L'Impératrice Élisabeth d'Autriche en robe de bal avec des étoiles de diamant, 1865.

- Canada
  - Montréal, Musée des beaux-arts : Jeune Fille des monts Sabins, 1832-1836.

- États-Unis
  - Houston, musée des Beaux-Arts : L'Impératrice Eugénie, 1854[26].
  - Los Angeles, John Paul Getty Museum : Léonille, princesse de Sayn-Wittgenstein-Sayn, 1843.

- France
  - Balleroy-sur-Drôme, château de Balleroy[26], collection Christopher Forbes :
    - Louis-Philippe ;
    - Le Prince de Joinville (1818-1900) ;
    - La Princesse Clémentine d'Orléans (1817-1907) ;
    - Le Comte de Paris enfant en robe de baptême.

  - Brest, musée des Beaux-Arts[27] : Portrait d'un amiral, huile sur toile ovale, 130 × 104 cm.
  - Chantilly, musée Condé :
    - Le Duc d'Aumale en chef de bataillon du XVIIe léger, vers 1840 ;
    - Le Duc de Chartres, professeur à Reichenau, non daté, copie d'après un original, disparu en 1848, de Louis-Charles-Auguste Couder.

  - Compiègne, château de Compiègne :
    - L'Impératrice Eugénie entourée de ses dames d'honneur, 1855 ;
    - La Duchesse Sophie de Morny, 1863.

  - Paris, musée d'Orsay : Madame Rimsky-Korsakov, 1864.
  - Paris, musée du Louvre : Portrait de Louis Philippe Albert d'Orléans, comte de Paris, 1842, 142 x 96.5 cm.
  - Versailles, château de Versailles :
    - Marie-Christine de Bourbon-Siciles, reine d'Espagne, 1841 ;
    - Carmen Ida Aguado, 1860.

Œuvres de Franz Xaver Winterhalter
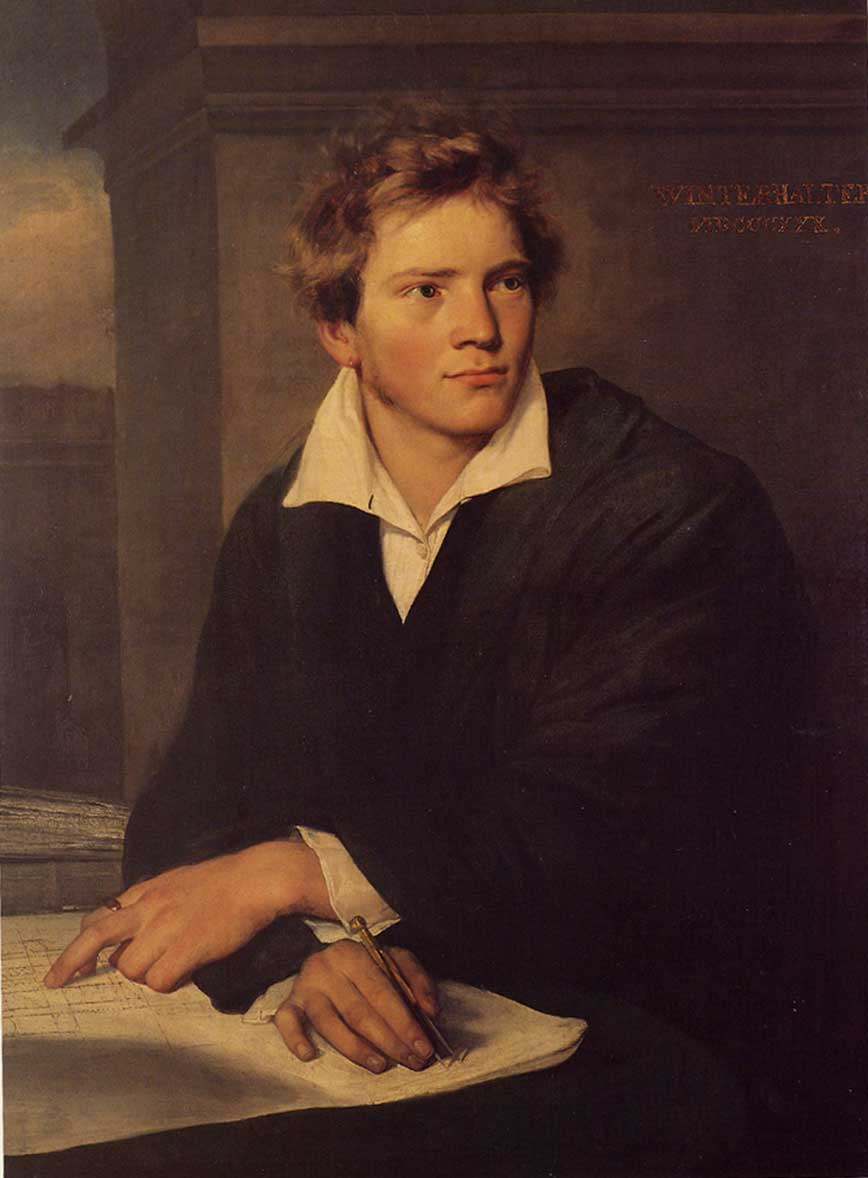
Karl Joseph Berckmüller (vers 1830), localisation inconnue.
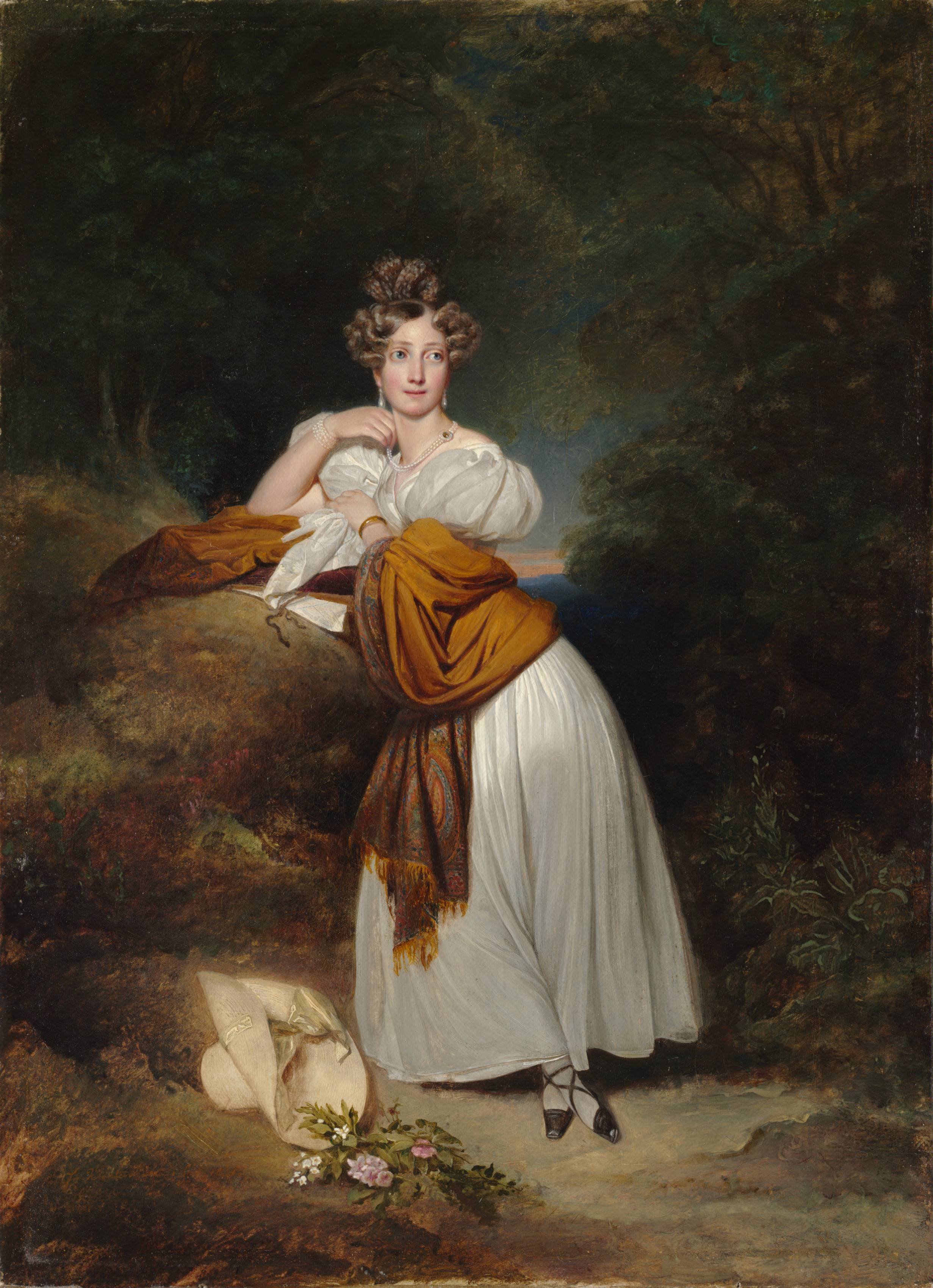
Sophie de Suède, grande-duchesse de Bade (1831), Cleveland Museum of Art.
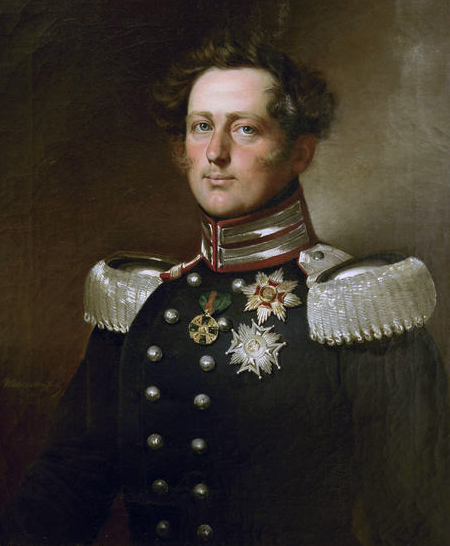
Léopold Ier, grand-duc de Bade (1831), Karlsruhe, Badisches Landesmuseum.
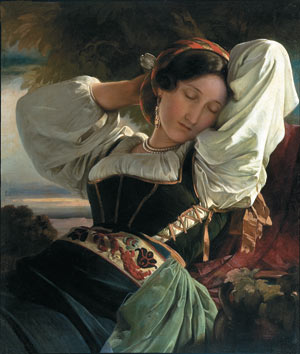
Jeune Fille des monts Sabins (1832-1836), Musée des beaux-arts de Montréal.
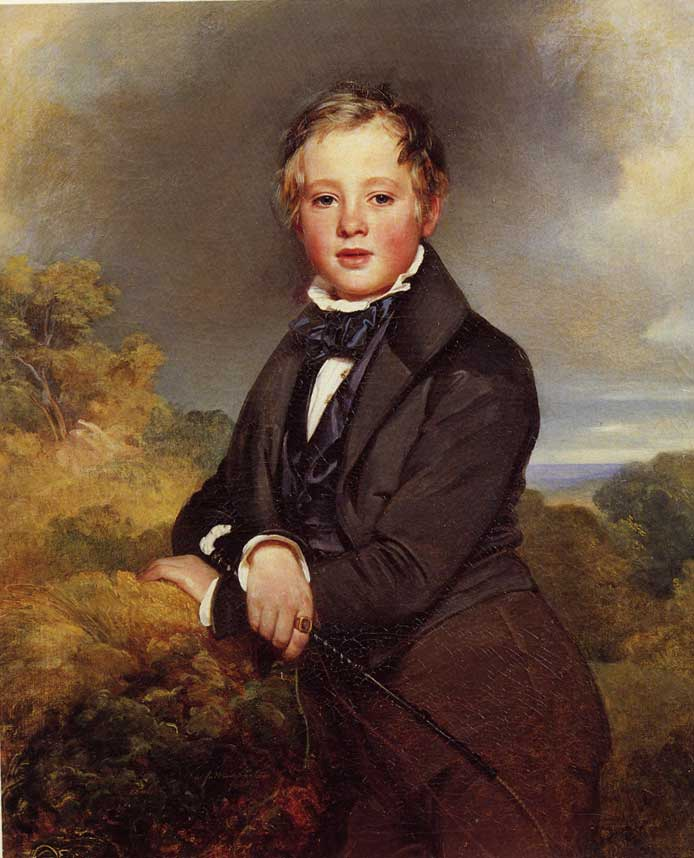
Le Comte Ludwig von Langenstein (1834), localisation inconnue.
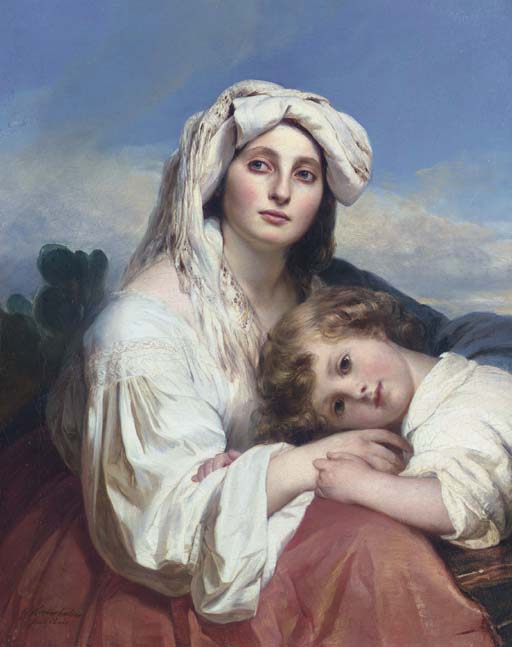
Italienne avec un enfant (1836), localisation inconnue.
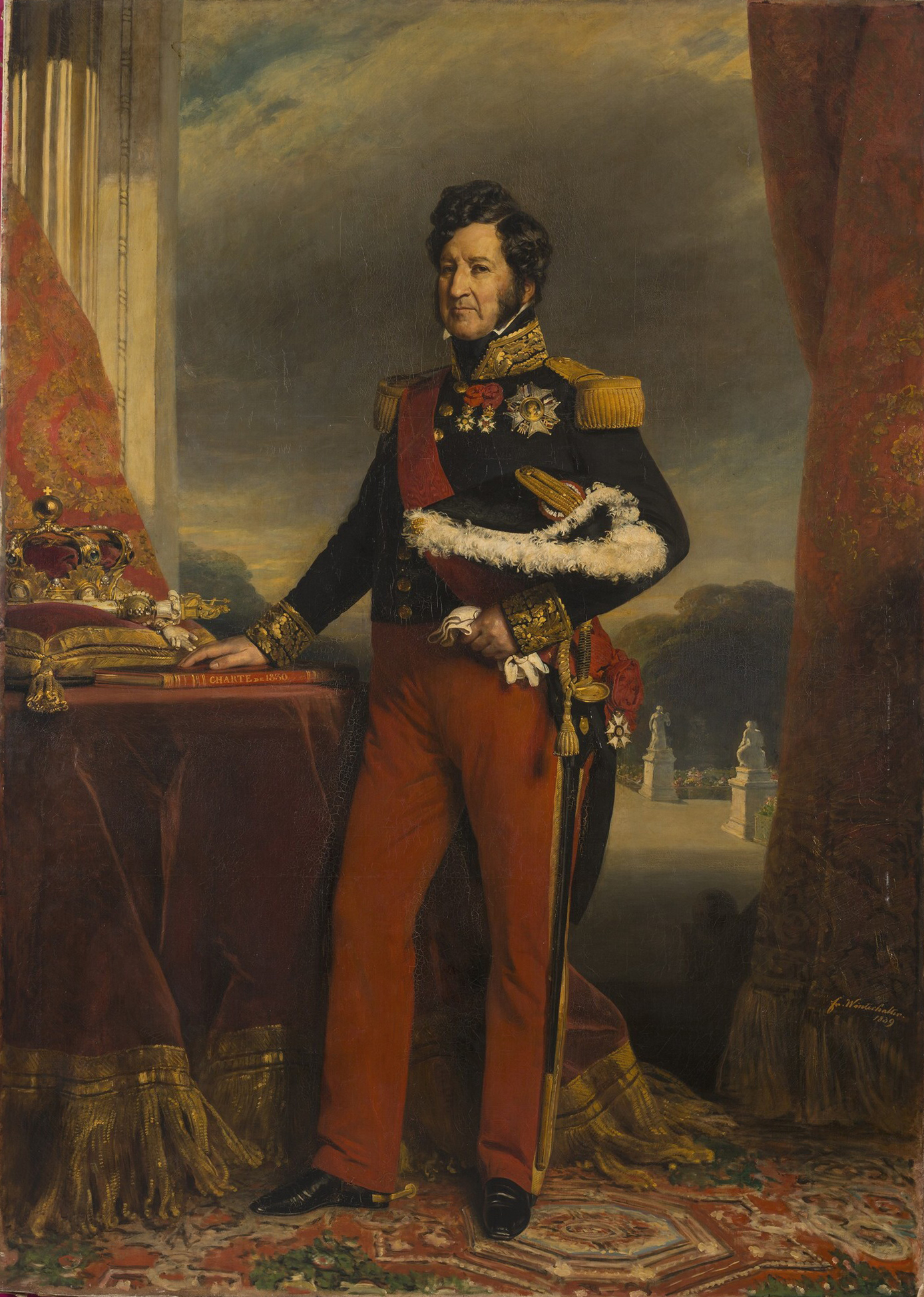
Louis-Philippe Ier, roi des Français (1839), château de Versailles.
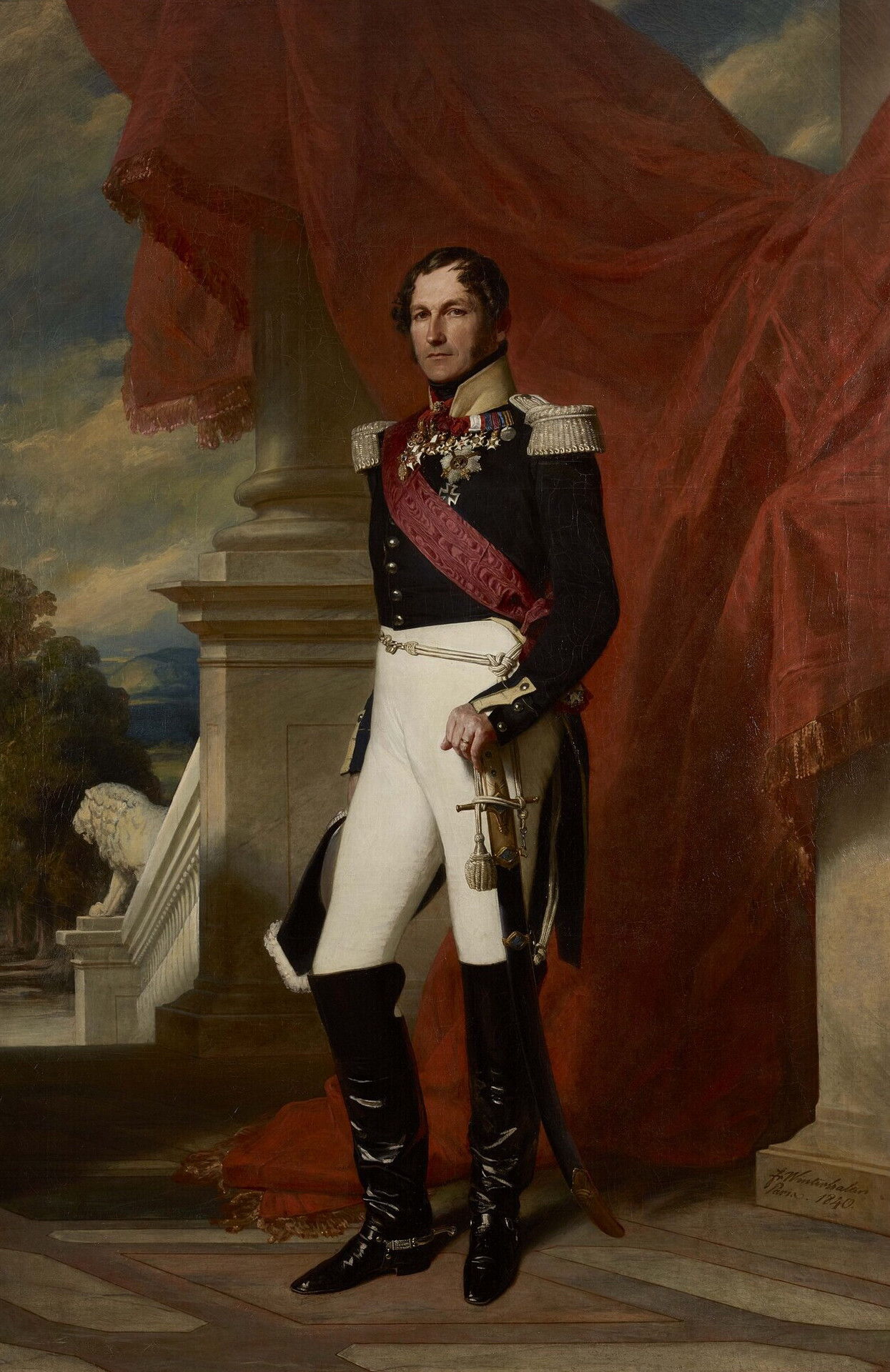
Léopold Ier de Belgique (1840), Bruxelles, musées royaux des Beaux-Arts de Belgique.
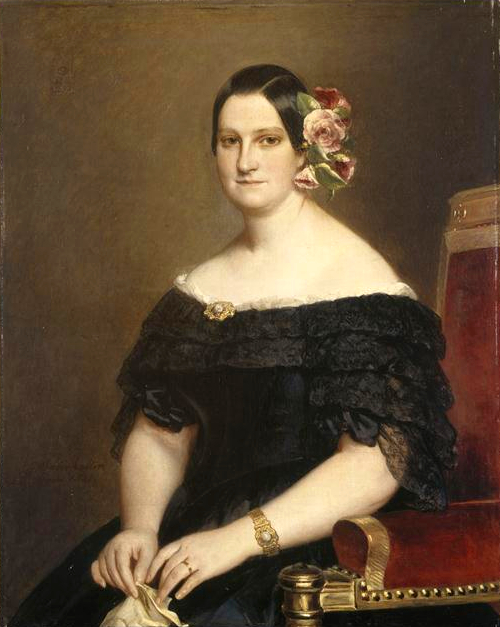
Marie-Christine de Bourbon-Siciles (1841), château de Malmaison.
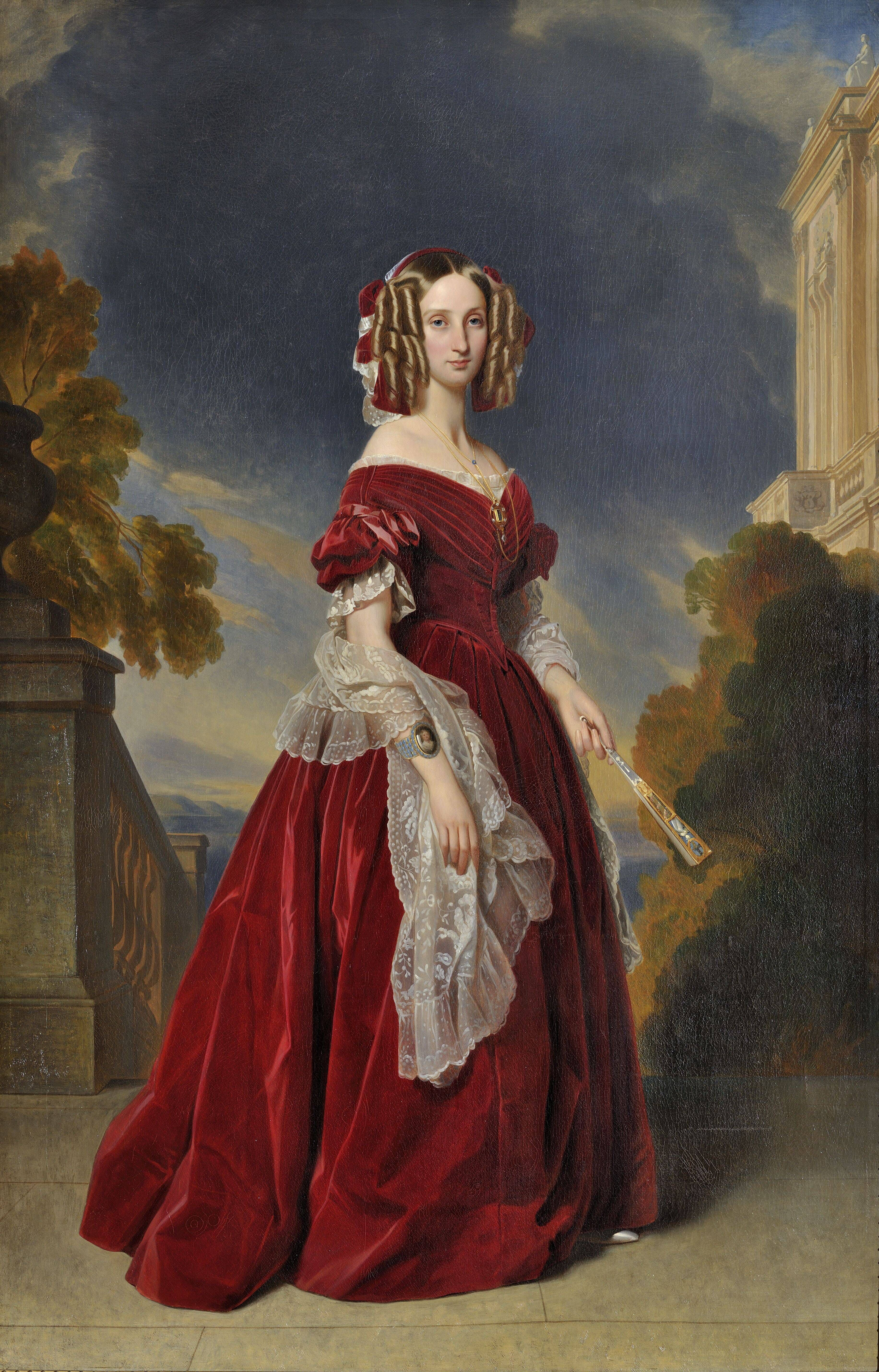
Louise d'Orléans, reine des Belges (1841), château de Versailles.
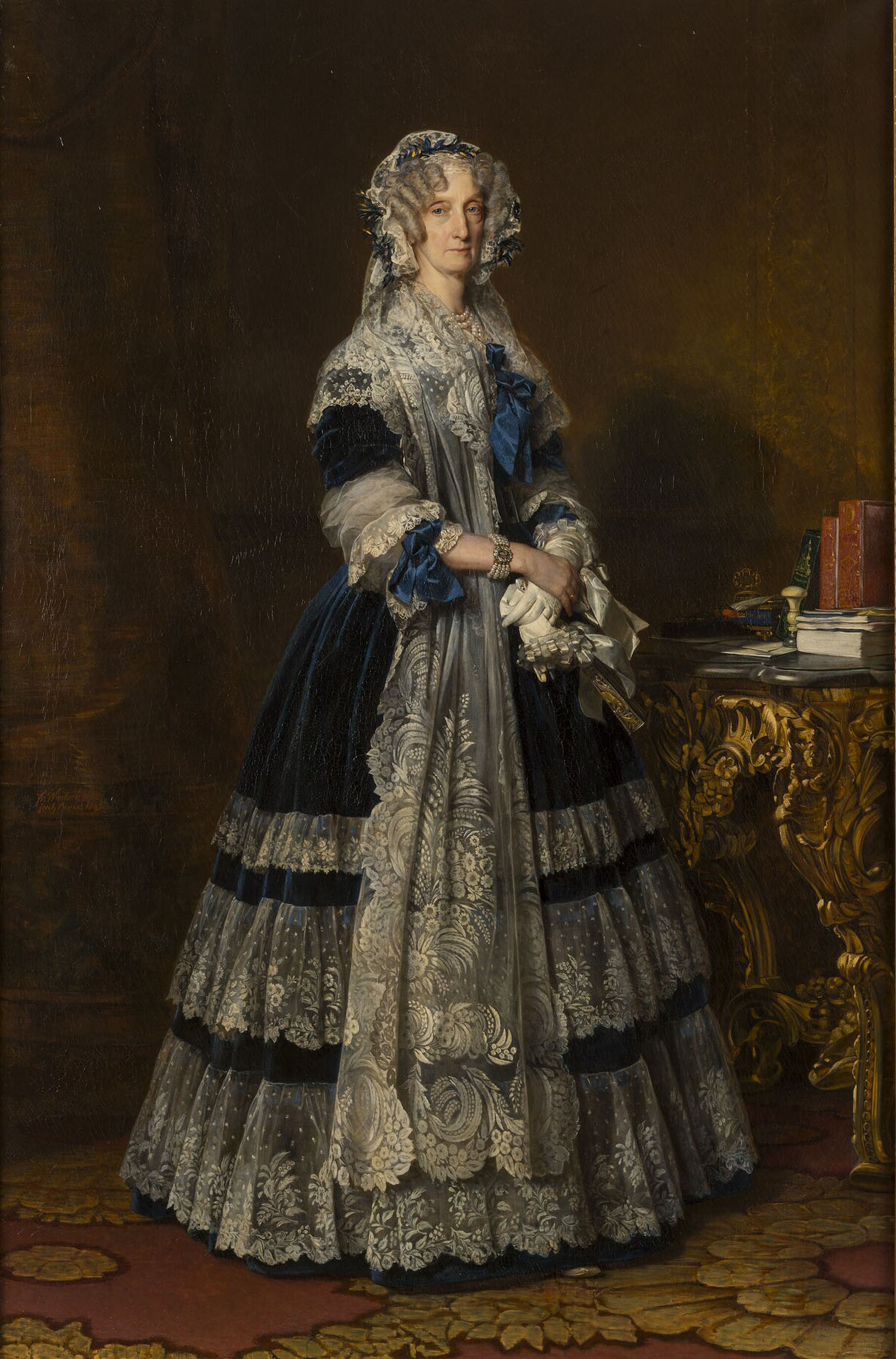
Marie-Amélie de Bourbon, princesse des Deux Siciles, reine des Français (1842), château de Versailles.
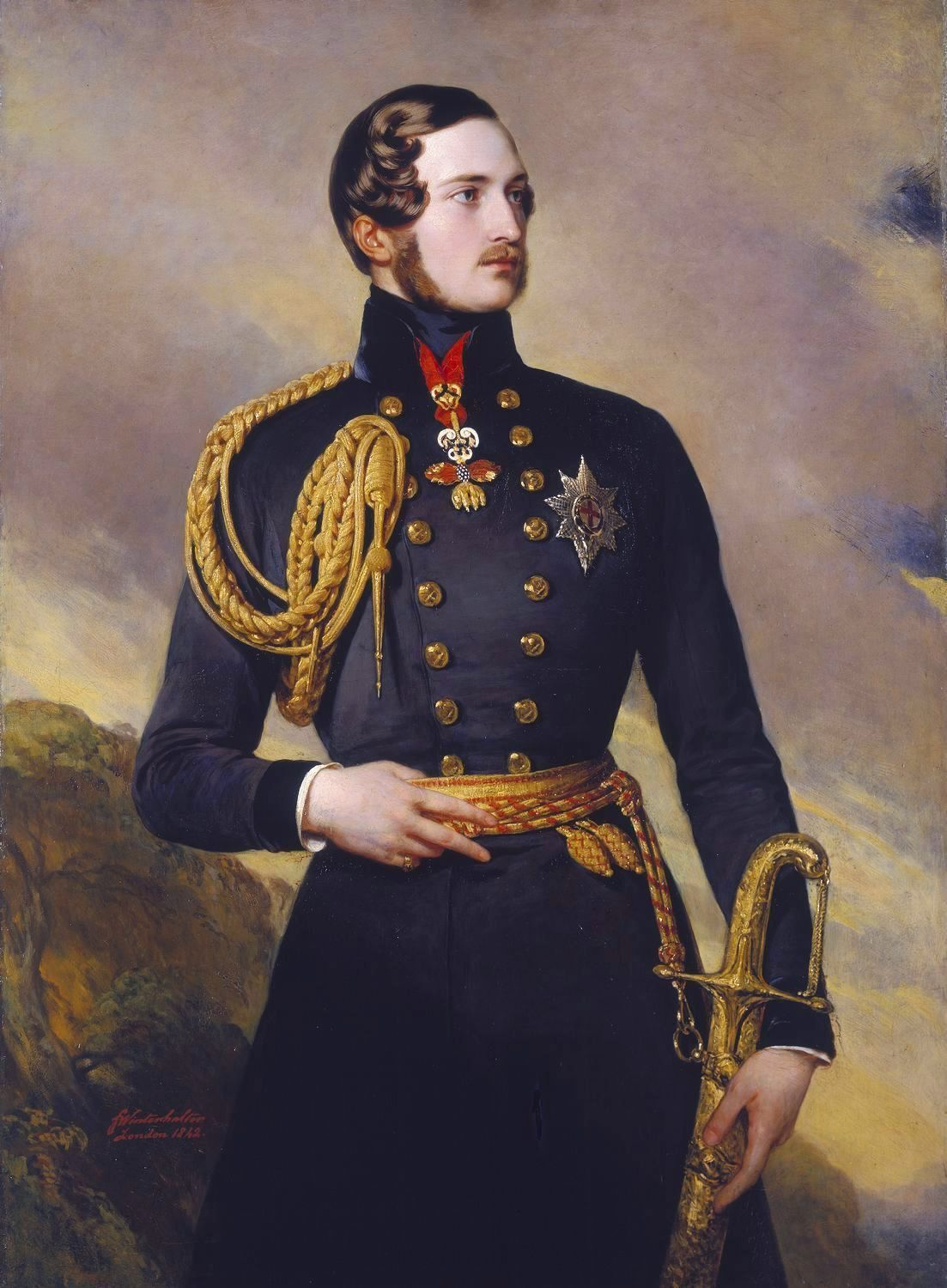
Le Prince Albert (1842), Londres, palais de Buckingham.
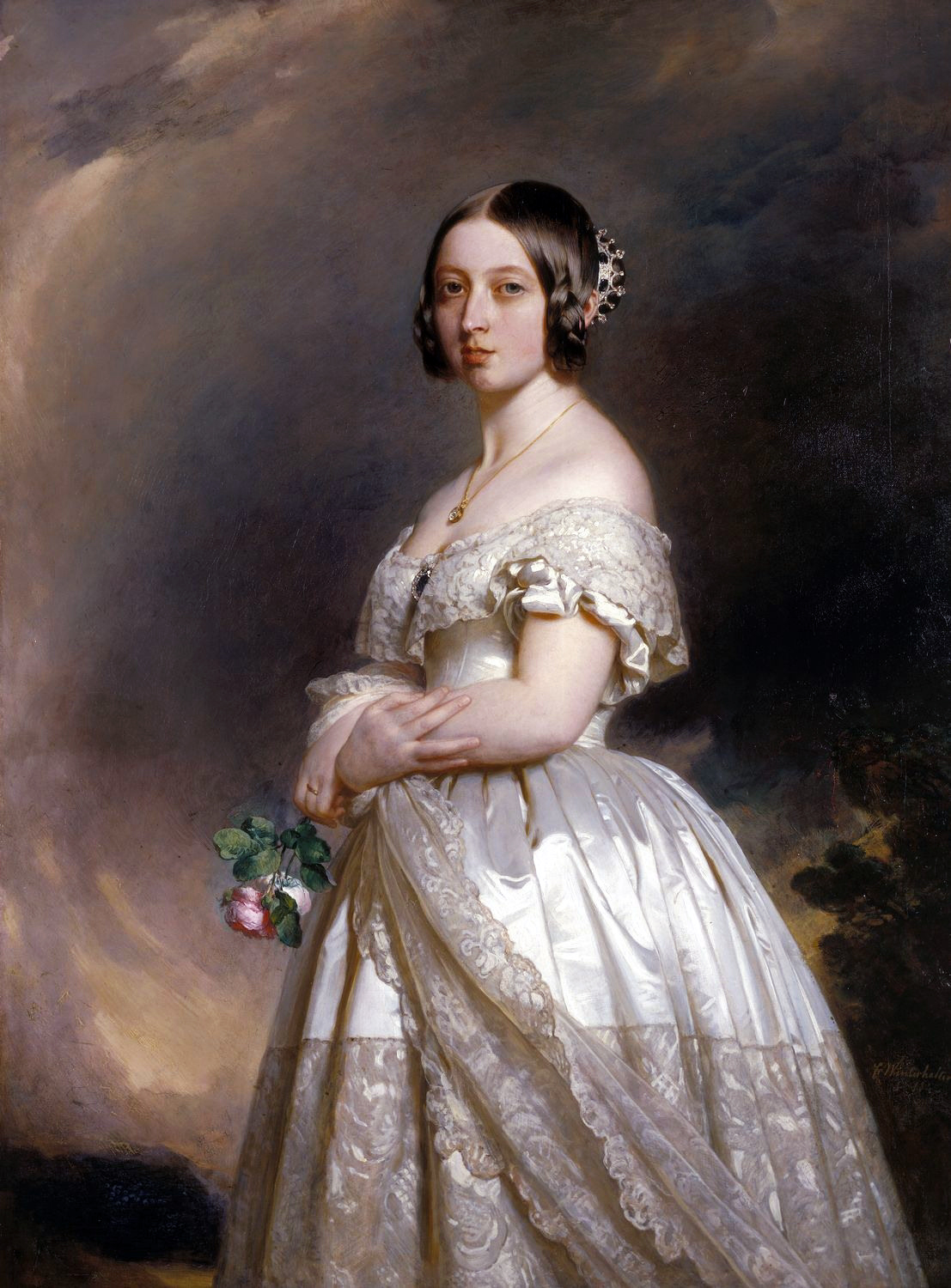
La Reine Victoria (1842), Cowes, Osborne House.
Portrait de Léonille de Sayn-Wittgenstein-Sayn, née Baryatinsky (1843), Los Angeles, Getty Center.
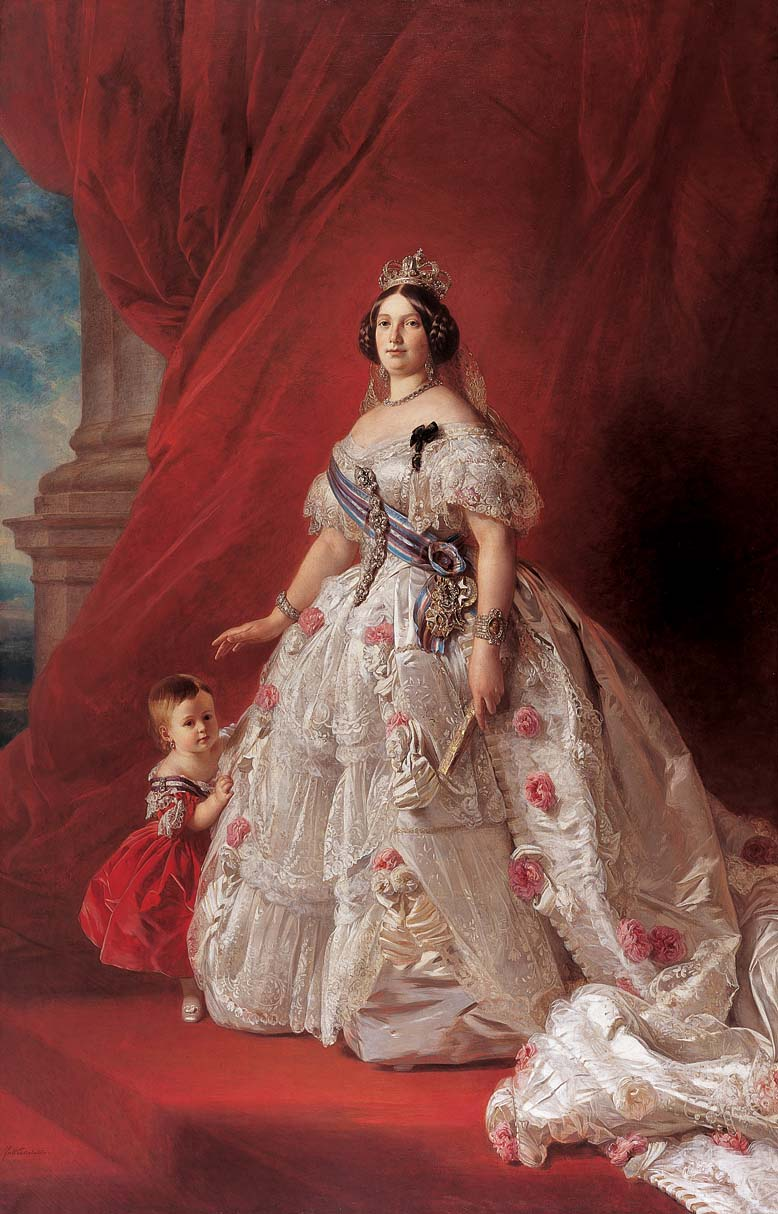
Portrait de la reine Isabelle II d'Espagne et de sa fille Isabella (1852), palais royal de Madrid.
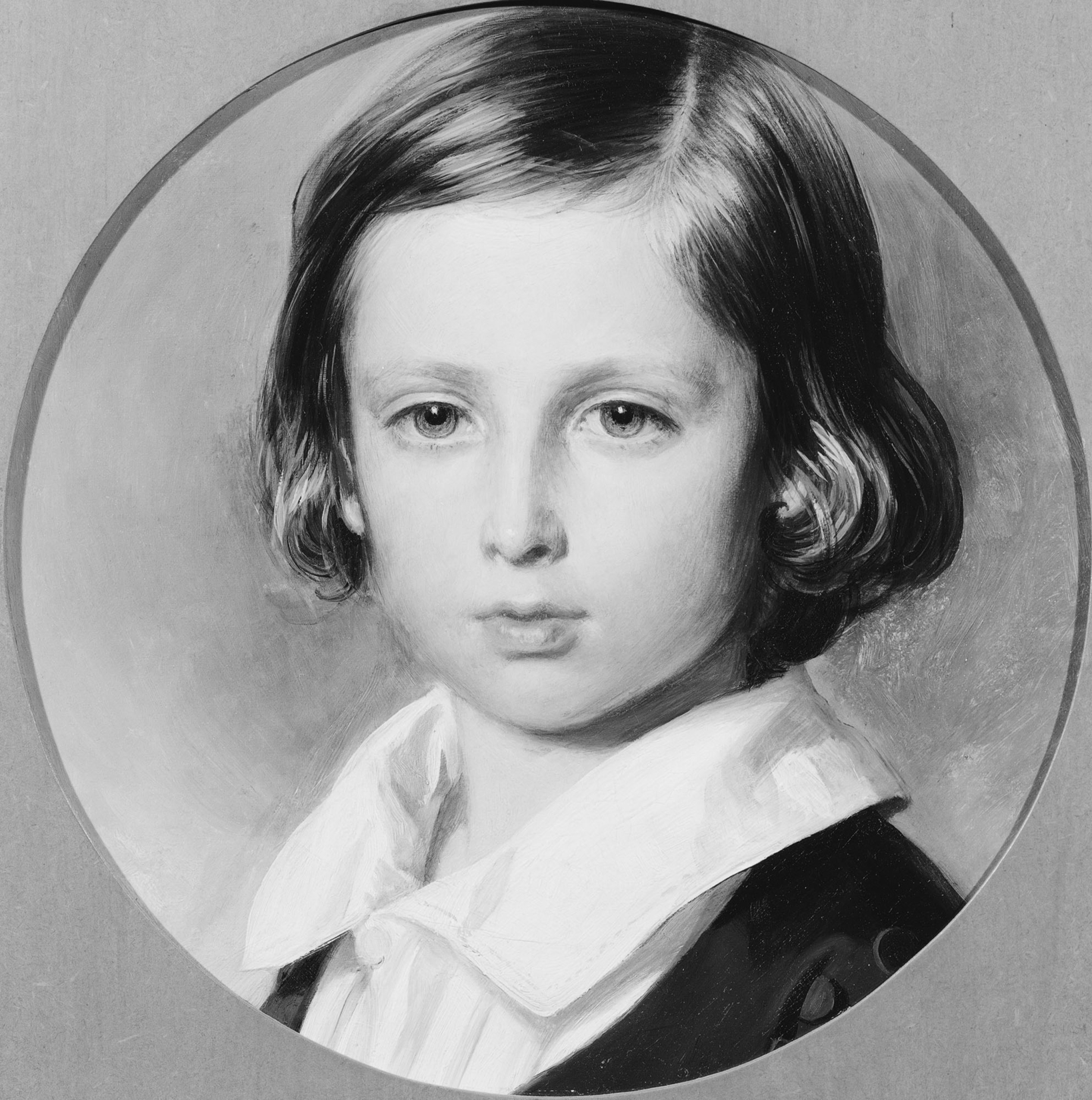
Le Prince Alfred (1852), Londres, Royal Collection.
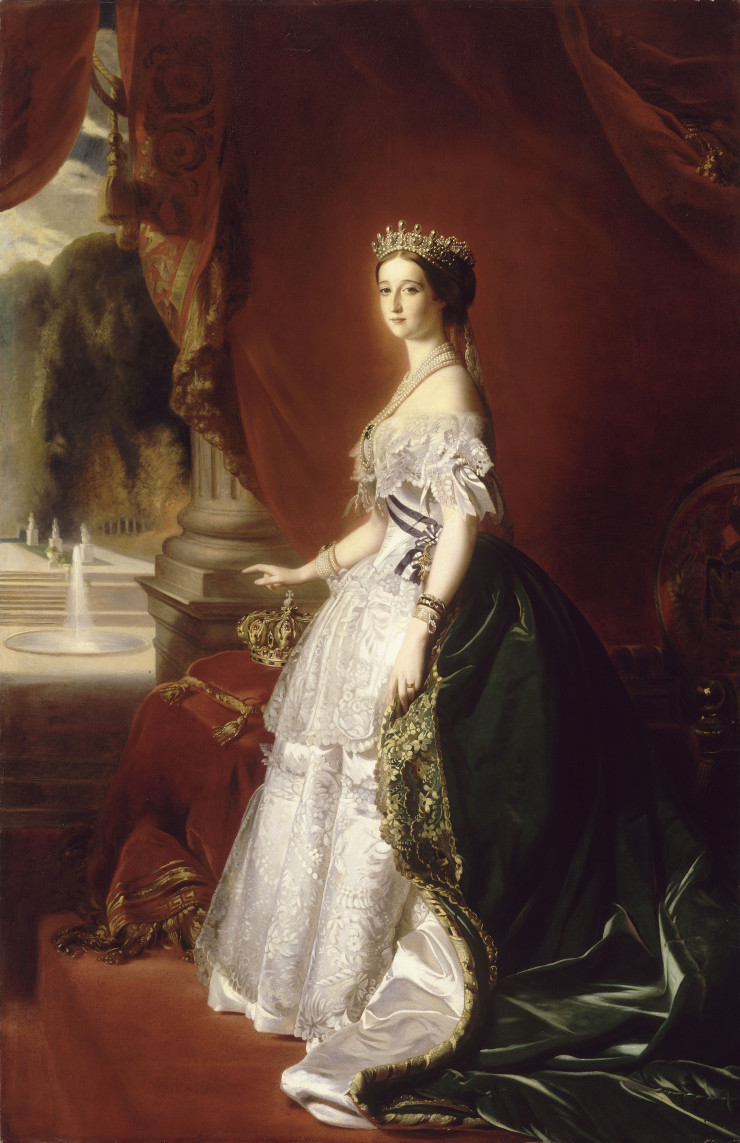
L'Impératrice Eugénie (1853), Paris, musée d'Orsay.
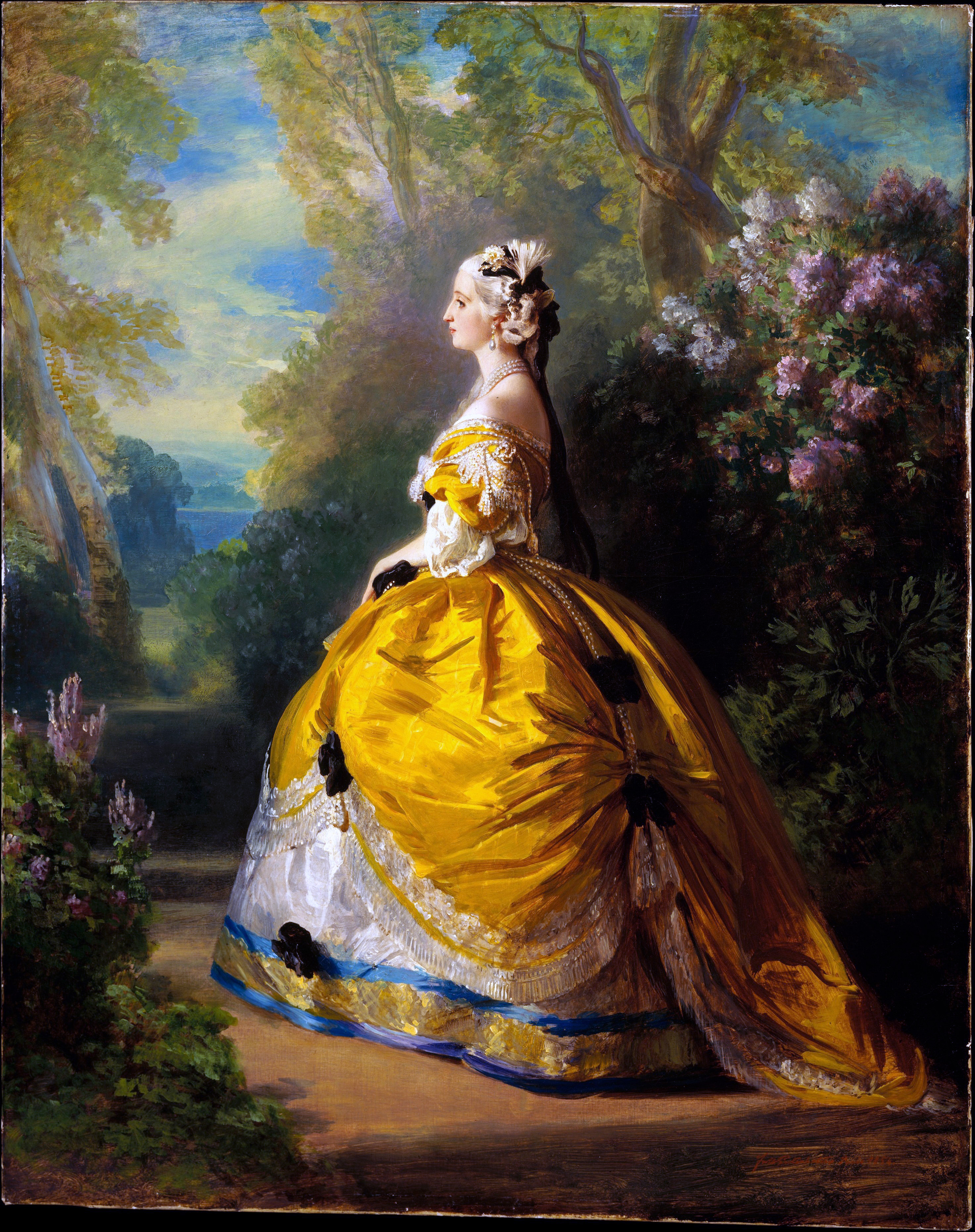
L'Impératrice Eugénie (1854), New York, Metropolitan Museum of Art.
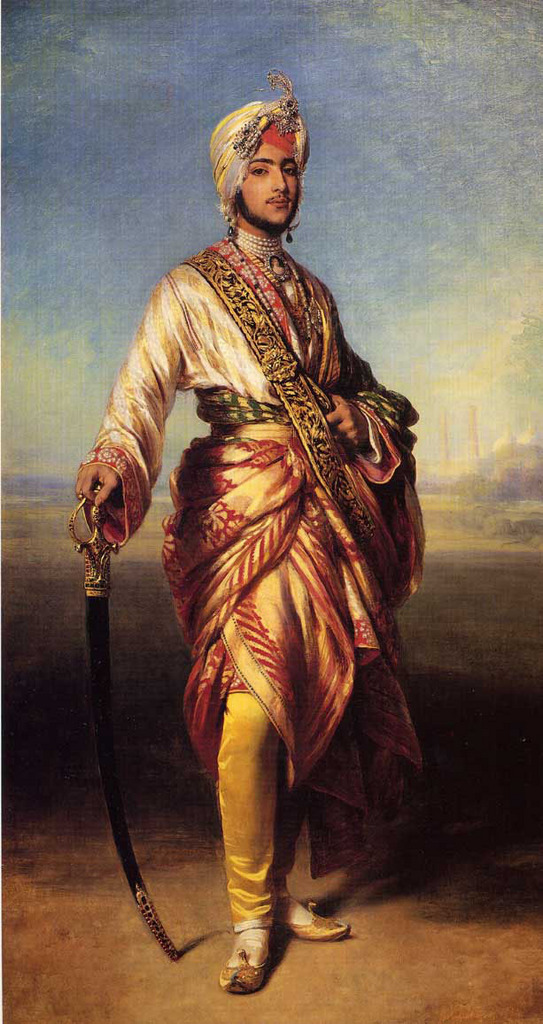
Le Maharajah Dhulîp Singh (1854), Londres, Royal Collection.
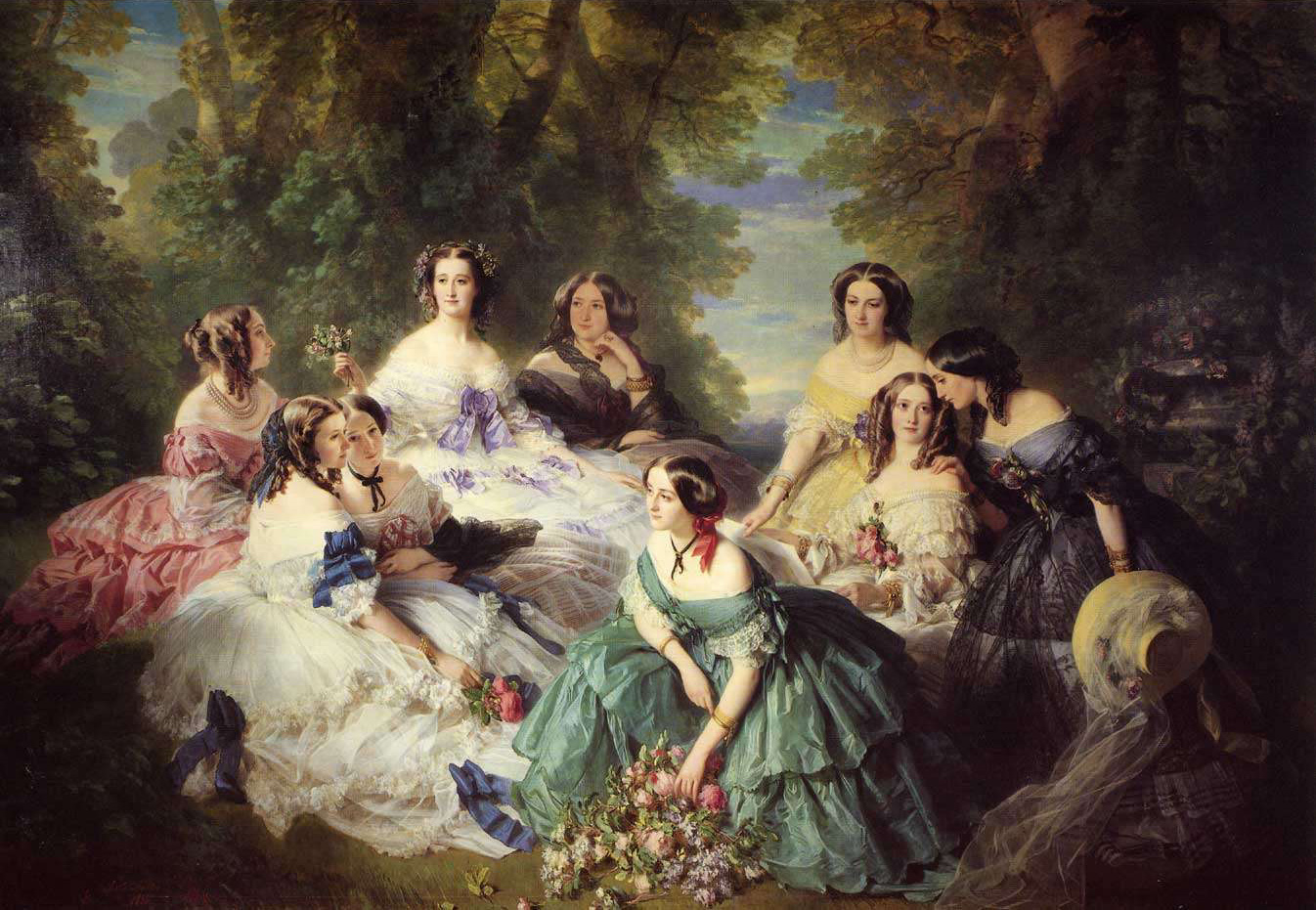
L'Impératrice Eugénie entourée de ses dames d'honneur (1855), palais de Compiègne.
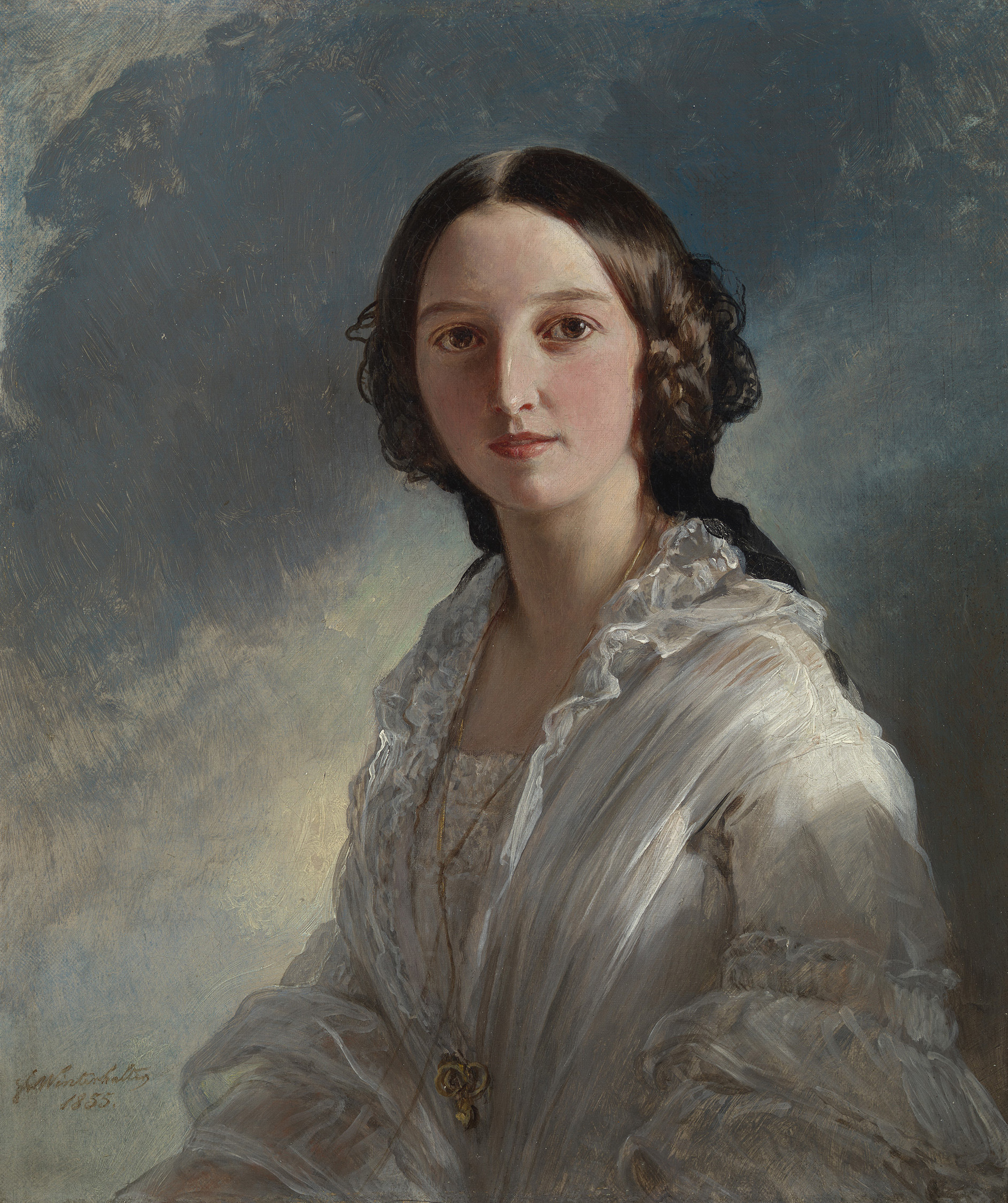
La Princesse Théodora de Hohenlohe-Langenbourg (1855), Londres, Royal Collection.
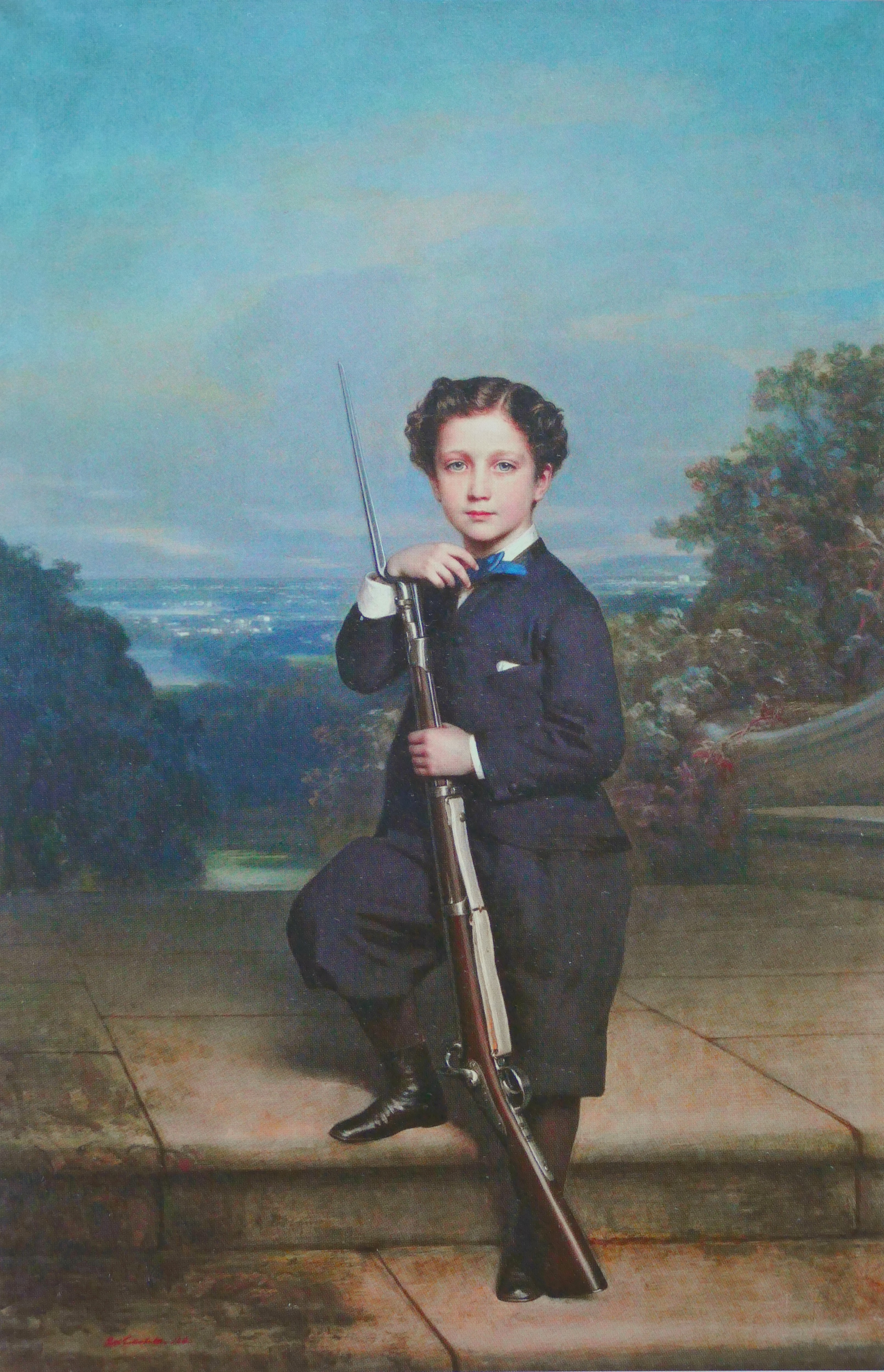
Le Prince impérial Louis-Eugène Napoléon sur la terrasse de Saint-Cloud (1864), Madrid, palais de Liria.
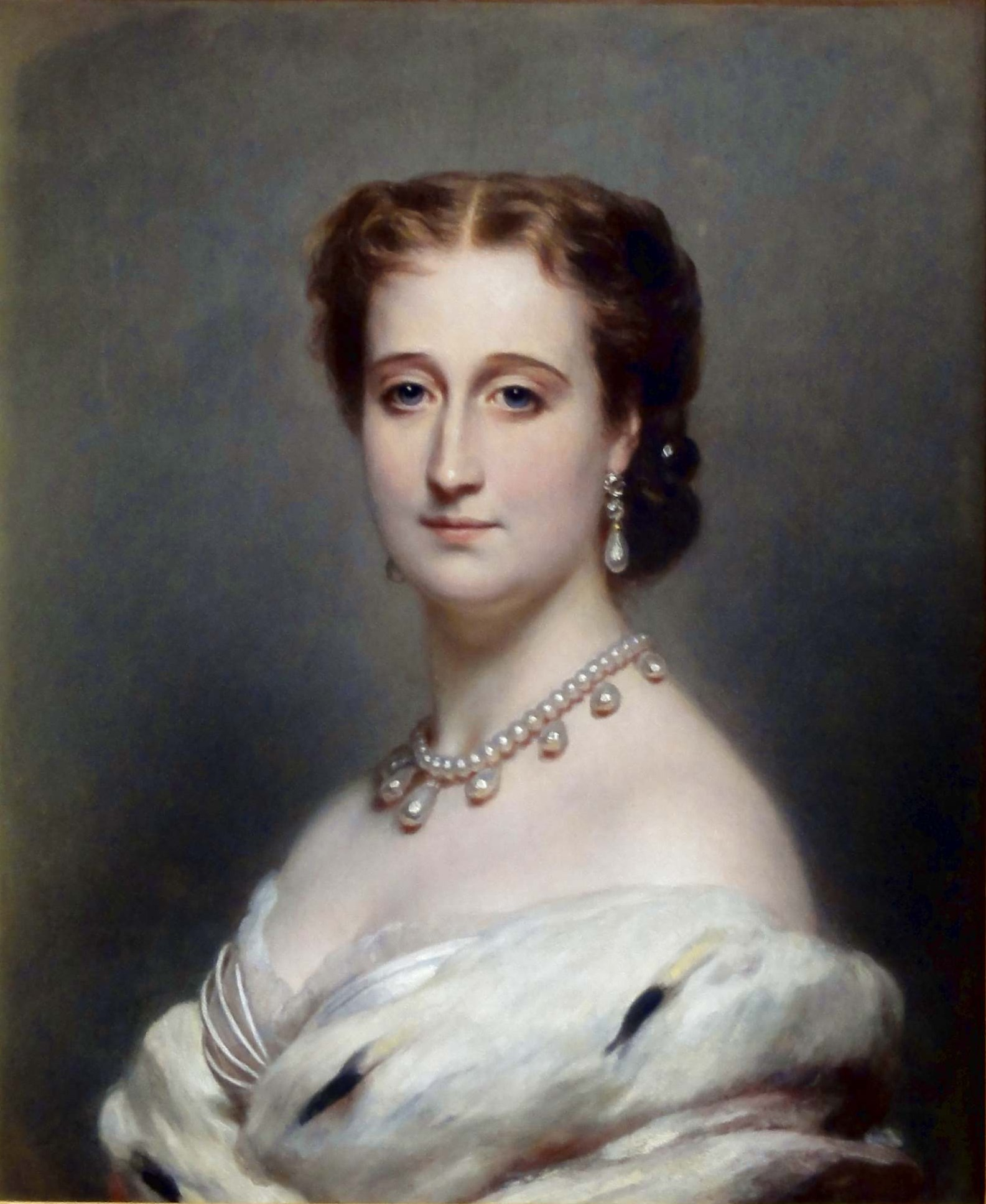
L'Impératrice Eugénie (1864), palais de Compiègne.
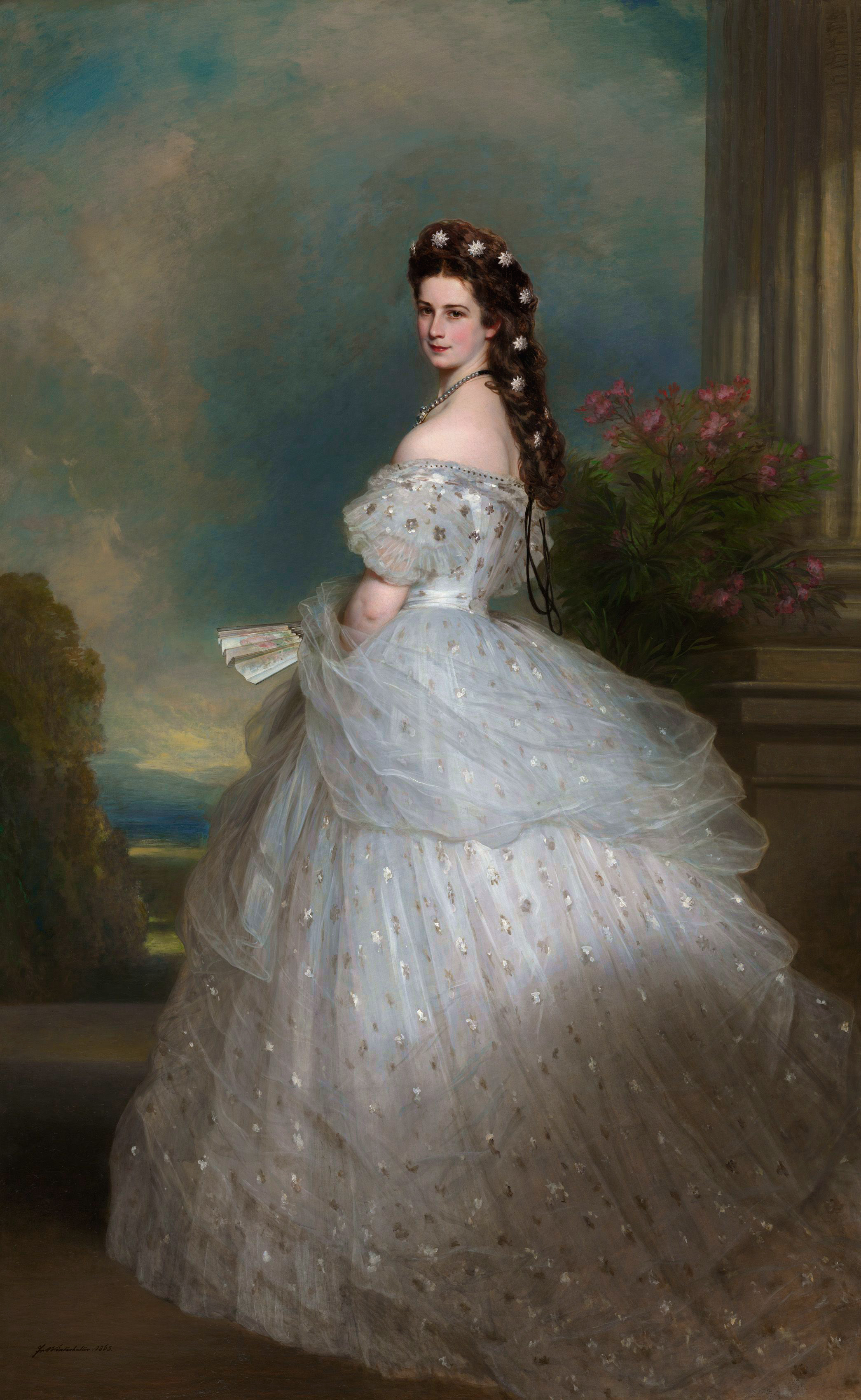
L'Impératrice Élisabeth d'Autriche en robe de bal avec des étoiles de diamant, 1865, Vienne, musée d'Histoire de l'art.